# Sciti

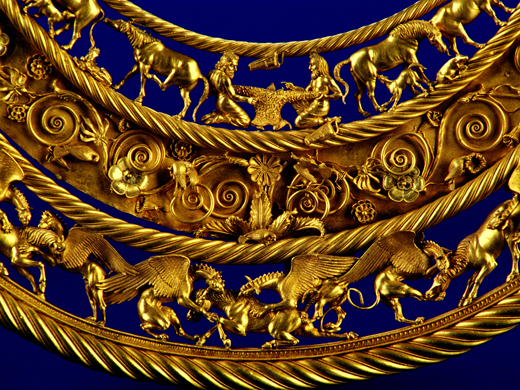
Pettorale o collare d'oro scita: Nella parte inferiore sono rappresentati quattro cavalli aggrediti da due grifoni - seconda metà del IV secolo a.C. - dal kurgan reale di Tovsta Mogyla, Jenakijeve (Ucraina).

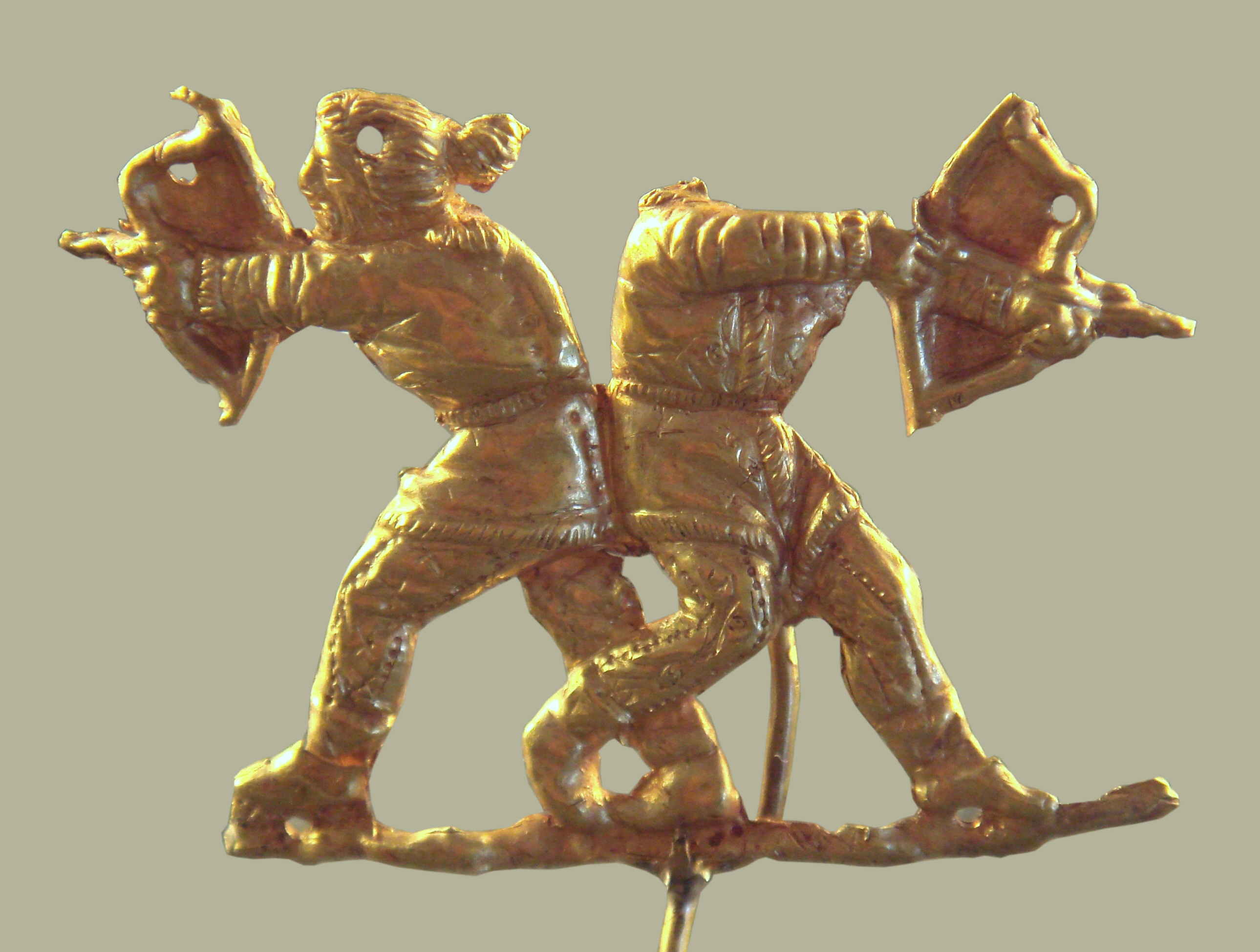
Figurine in oro rappresentanti due arcieri sciti armati di arco composito in procinto di tirare (Kerč'. Ucraina, IV secolo a.C.).

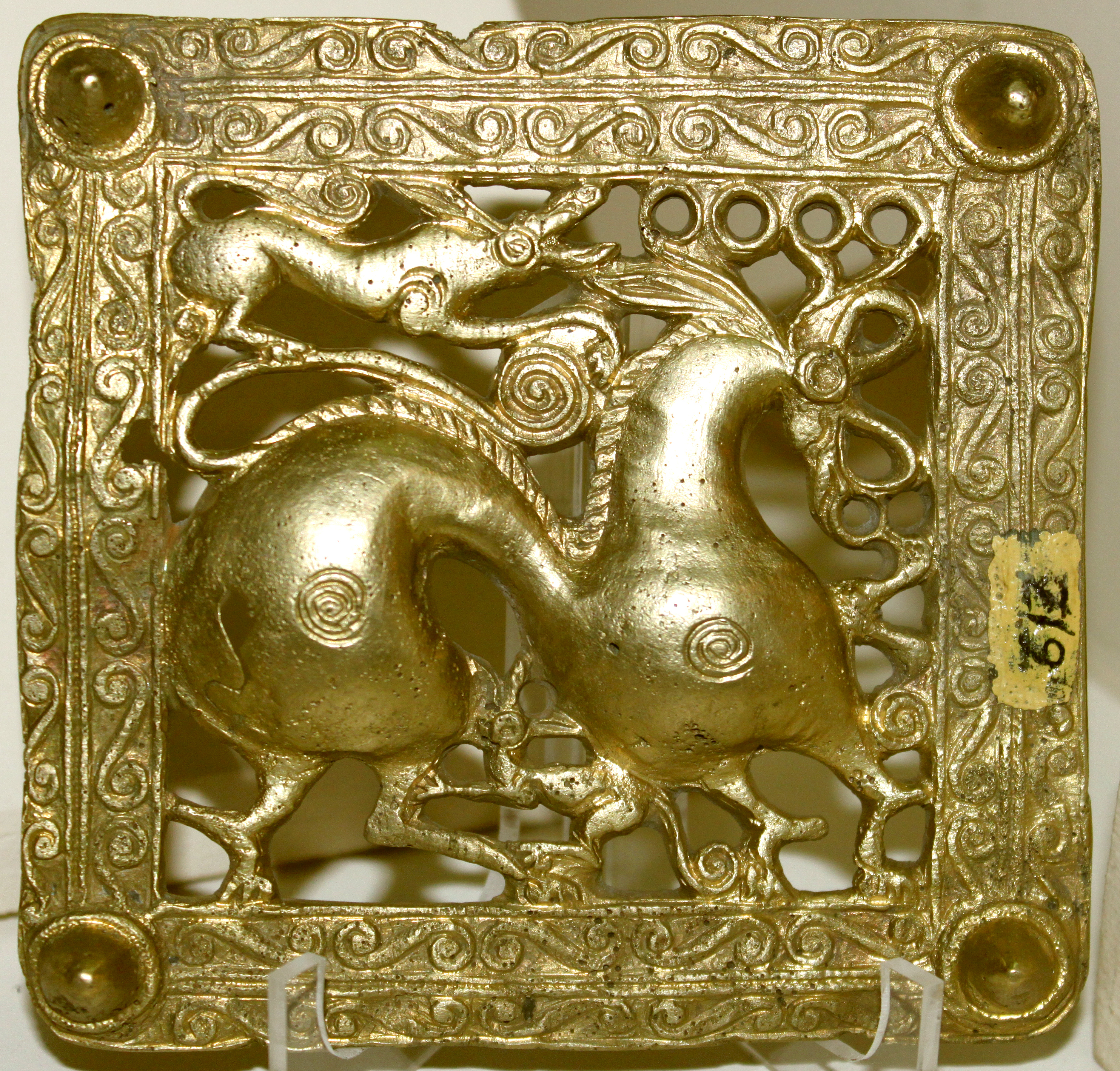
Fibbia scita per cintura - Mingachevir - VII secolo a.C.

Gli Sciti (in latino Scythi; in greco antico: Σκύθης?, anche Σκύθοι; persiano Saka) furono una popolazione iranica di nomadi attestata nella steppa eurasiatica dal XIX secolo a.C. al IV secolo dell'Era cristiana. Gli antichi greci li consideravano mitologicamente figli di Eracle ed Echidna, o di Zeus e Boristene.
Le relazioni tra i popoli residenti in questa vastità di regioni non sono oggi chiare, e il termine "Sciti" è stato usato in senso a volte ampio, a volte specialistico. Gli archeologi moderni parlano di "Sciti" quali esponenti della cultura scito-siberiana senza implicazioni etnico-linguistiche, tanto che il termine "scitico" finisce per "descrivere una fase di diffusione del nomadismo montato, caratterizzato dalla presenza di specifiche armi, finimenti e un'arte dedita alla produzione di placche metalliche zoomorfe". Il territorio più occidentale toccato dal fenomeno nell'Età del ferro è quello che gli antichi greci chiamarono "Scizia", circoscrivendo così l'uso del termine "Sciti" a identificativo di coloro che abitavano quell'area ove erano parlate le lingue scitiche.
Gli Sciti furono tra i primi a padroneggiare l'impiego bellico della cavalleria: allevavano mandrie di cavalli e armenti, vivevano in tende montate su carri e combattevano armati d'arco e frecce dalle loro selle. Svilupparono una ricca cultura caratterizzata da opulente sepolture, raffinata metallurgia e un brillante stile artistico. Nel VIII secolo a.C. razziarono (pare) l'impero cinese della dinastia Zhou e, poco dopo, si spostarono a ovest, raggiungendo la steppa pontico-caspica dalla quale espulsero i Cimmeri. All'apice del loro potere gli Sciti dominavano la totalità delle steppe eurasiatiche, dai Carpazi a ovest fino alla Cina centrale (Cultura di Ordos) e alla Siberia meridionale (Cultura di Tagar) a est, creando quello che è stato definito il primo impero nomade dell'Asia centrale, sebbene si trattasse di una compagine che ben poco aveva di "statale".
Secondo lo storico greco Erodoto, gli Sciti chiamavano sé stessi "Scoloti", o "Skula", nome derivato da quello di uno dei loro re, Skules.. Erodoto sostiene inoltre che i Persiani chiamavano gli Sciti "Saka". Attraverso lo studio di nove iscrizioni persiane, Oswald Szemerényi ha riscontrato che in due di queste gli Sciti occidentali sono chiamati dai Persiani Sakā tyaiy paradraya e Saka paradraiya, in una gli Sciti orientali sono chiamati Sakā haumavargā e tigraxaudā. In un'altra iscrizione appaiono i termini "Saka", sempre in riferimento agli Sciti orientali, e Sakaibiš. Assiri ed Ebrei trassero il nome aškuza/iškuza tramite gli Sciti stessi dopo l'invasione del Medioriente; da esso deriverebbe il nome originario Skuza, pressoché identico al greco Σκὺθης, mutuato dal prototipo iraniano *Skuδa-, il cui significato originario non era "cacciatore di scalpi" o "pastore". Questo nome si formò dalla radice *skeud-, "gettare, tirare", traslata anche nelle lingue germaniche (cfr. con l'inglese shoot); il suo significato sarebbe pertanto "arciere", come del resto confermato dalle fonti storiche che fanno dell'abilità con l'arco un tratto fondamentale degli Sciti.
Sebbene gli antichi Persiani, gli antichi Greci e gli antichi Babilonesi usassero rispettivamente i nomi "Saka", "Scita" e "Cimmero" per tutti i nomadi delle steppe, i Saka che abitavano la steppa eurasiatica settentrionale e orientale e il bacino del Tarim devono essere distinti dagli Sciti europei, e il nome "Scita" è usato specificamente per i membri occidentali delle culture scite, mentre il nome "Saka", noti come Saci, si usa specificamente per i loro membri orientali.

## Storia

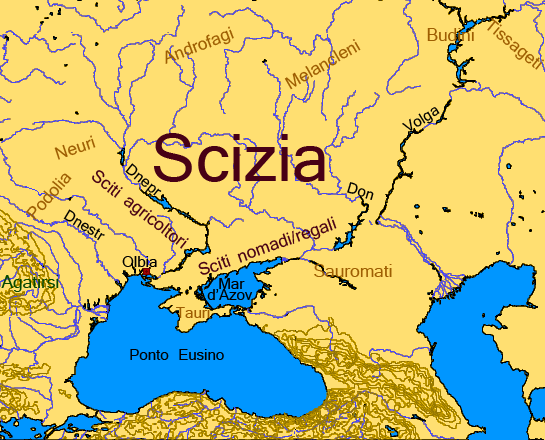
Rappresentazione dei territori occupati dagli Sciti; sono esclusi quelli che, secondo Erodoto, si trovavano oltre il regno dei Tissageti.
Sciti
Popoli limitrofi
Popoli assimilabili agli Sciti

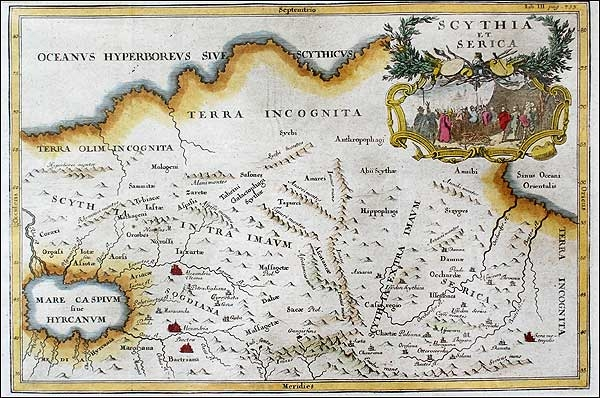
Antica mappa dell'Asia Centrale con la geografia di Tolomeo. La Scizia è separata in due parti dai monti Imai (gli Urali).

Sciti
     Popoli limitrofi
     Popoli assimilabili agli Sciti

### Origini
Principale fonte primaria sulle origini e la storia degli Sciti è il libro IV delle Storie di Erodoto. Circa le loro origini lo storico greco riferisce un mito tramandato dagli stessi Sciti, secondo cui il primo uomo nato in Scizia fu Targitao, il primo uomo sulla terra. Questi generò tre eredi: Lipossai, Arpossai e Colassai. Un giorno dal cielo discesero tre oggetti d'oro: un'ascia bipenne, un aratro d'oro con giogo e una coppa. Il primogenito, Lipossai, tentò di afferrare i doni divini, ma non appena vi provò, gli oggetti si fecero incandescenti. Dopo di lui anche il secondogenito Arpossai provò a fare suoi i regali, ma anche questa volta gli oggetti divennero incandescenti e fu impossibile afferrarli. Solo l'ultimogenito, Colassai, riuscì ad appropriarsi dei tre manufatti d'oro, perciò i fratelli maggiori gli cedettero la loro parte di regno. Da Lipossai discese la tribù degli Aucati, da Arpossai i Catiari e i Traspi, da Colassai i Paralati.

#### Ipotesi della storiografia moderna e genetiche
Secondo Tamara Rice, gli Sciti appartenevano al gruppo indoeuropeo di probabile ceppo iranico o ugro-altaico. Il Dragan ritiene che gli Sciti fossero un popolo indo-iraniano.
Recenti analisi fisiche hanno unanimemente confermato che gli Sciti, anche quelli che vivevano nella zona di Pazyryk, avevano caratteristiche fisiche spiccatamente Est europee. Ulteriori conferme sono giunte dallo studio di antichi resti di DNA.
Uno studio del 2002 ha analizzato la genetica materna di resti umani di un uomo e una donna risalenti al periodo Saka provenienti dal Kazakistan, presumibilmente marito e moglie. La sequenza mitocondriale HV1 del maschio era simile alla sequenza Anderson, che è la più diffusa tra le popolazioni europee. Viceversa, quella femminile suggeriva origini asiatiche.

Nel 2004 è stata analizzata la sequenza HV1 ottenuta dai resti di un maschio scita-siberiano proveniente dall'Altaj, rivelando che l'individuo apparteneva alla linea materna N1a. Il DNA mitocondriale estratto da altri due scheletri della medesima zona ha mostrato che entrambi i soggetti presentavano caratteristiche di origine euro-mongolide. Uno dei due scheletri apparteneva alla linea materna F2a e l'altro alla linea D, entrambe caratteristiche delle popolazioni eurasiatiche.

Uno studio del 2009 ha preso in considerazione gli aplotipi e gli alfatipi di ventisei campioni di antichi resti umani dell'area di Krasnoyarsk, in Siberia, risalenti a un periodo compreso tra il IV secolo a.C. e la metà del II. Pressoché tutti i soggetti appartengono all'aplogruppo R1a1-M17. Gli autori dello studio ritengono che i dati dimostrino che tra l'età del bronzo e l'età del ferro la costellazione di popolazioni variamente chiamate Sciti era geneticamente più vicina ai popoli dell'Europa orientale che non dell'Asia centrale e meridionale.

#### Territorio
Provenienti dalla Siberia meridionale, dall'area tra il Mar Caspio e i Monti Altaj, gli Sciti si insediarono nel vasto territorio compreso tra il Don e il Danubio nel X secolo a.C. da dove, vinti e assoggettati i Cimmeri, dilagarono, nel corso del VI secolo a.C., verso l'area balcanica e la Pannonia, nel bacino settentrionale del Mar Nero, per poi toccare la Germania orientale e con i Traci l'Italia settentrionale.
Secondo Erodoto, il territorio della Scizia era di forma quadrata, delimitata a nord dai territori degli Agatirsi, a est dal Mar d'Azov e a ovest dal Mar Nero. La Tracia ne era una propaggine mentre la Crimea non ne faceva parte.

Erodoto descrive l'estensione della Scizia partendo da Olbia Pontica, colonia di Mileto fondata sulla foce del Bug Meridionale, affermando che, seguendo la costa, il territorio era abitato da un popolo culturalmente greco-scita, i Callippidi; poi ve ne era un altro, gli Alizoni. Culturalmente ascrivibili ai costumi Sciti, questi popoli erano sostanzialmente sedentari, poiché coltivavano grano, cipolle, aglio, lenticchie e miglio. Oltre gli Alizoni vi erano poi gli Sciti "aratori", che coltivavano grano non per il proprio sostentamento ma per commerciarlo.
Dopo il Dnepr, all'interno, vi erano gli "aratori" che i greci del luogo chiamavano Boristeniti, ma che di sé stessi dicevano di chiamarsi Olbiopoliti. A est degli Sciti agricoltori, dopo il fiume Panticape, gli Sciti nomadi occupavano un territorio del tutto brullo, esteso fino al fiume Gerro; oltre questo fiume vi erano i territori "reali", dimora degli Sciti più valorosi che ritenevano gli abitanti del resto della Scizia loro schiavi; i territori reali si estendevano fino alla Crimea e, verso oriente, fino al Mar d'Azov. Un breve tratto di questa regione arrivava a lambire anche il fiume Don.
Di là dal Don non si era più in Scizia ma, oltrepassati i territori dei Budini, dei Tissageti e degli Iurci, a est, vi erano altre tribù scite che si distaccarono dall'originario insieme degli Sciti reali.

### Migrazioni

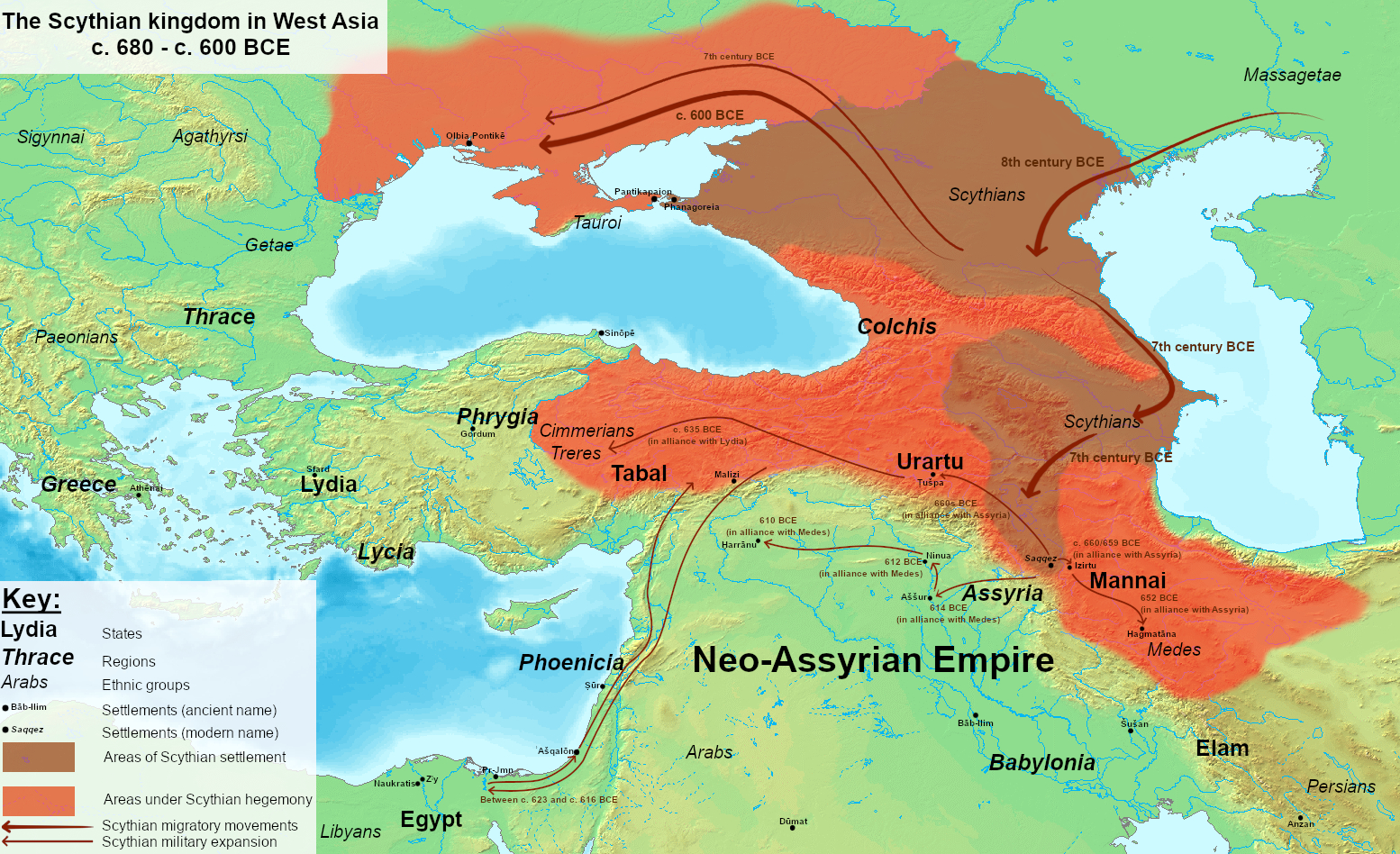
Espansione degli Sciti in Asia Minore

Gli albori della popolazione scita si fanno generalmente risalire verso il 1700 a.C., quando tribù indoeuropee si stanziarono nell'area dello Yenissei, proseguendo poi verso l'Altaj e il Caucaso, diretti a ovest. L'inizio della migrazione degli Sciti oltre il Caucaso - oltre al generale sommovimento delle popolazioni nomadi a est della Scizia - fu causato dall'esaurimento dei pascoli.
Erodoto afferma che in origine gli Sciti sarebbero stati scacciati dagli Issedoni, un popolo del profondo nord. Gli Sciti avrebbero poi attraversato il Volga e si sarebbero insediati negli antichi territori dei Cimmeri, poi chiamati Scizia, poiché erano braccati dai Massageti. L'invasione del regno dei Cimmeri lacerò questi ultimi: la popolazione voleva semplicemente fuggire mentre i sovrani non volevano cedere all'invasione scita. Approssimandosi gli Sciti, i sudditi abbandonarono le terre senza combattere e i re, rimasti soli, si divisero in due gruppi e combatterono tra loro sterminandosi a vicenda. I loro corpi vennero seppelliti lungo le rive del fiume Dnestr.
(Erodoto, Storie, IV, 12, 2)
I Cimmeri in fuga scesero in Medio Oriente costeggiando il mare e colonizzarono Sinope. Gli Sciti, che inizialmente li inseguivano, scelsero un itinerario differente: procedettero verso ovest dopo il Caucaso, invadendo così la Media, non prima di aver aggredito gli Assiri e poi essersi coalizzati con loro, forse anche grazie a un'alleanza matrimoniale. Attaccarono i Medi mentre, guidati dal re Ciassare, assediavano Ninive; la sconfitta subita dai Medi fu così pesante da porre fine alla loro supremazia in Medio Oriente, gettando le basi - nel 700 a.C. circa - per il dominio scita in Asia durato ventotto anni. Dalla Media gli Sciti mossero verso la Palestina, nel regno egizio, dove le loro razzie furono fermate dai doni offerti dal faraone Psammetico I. Ripartiti verso nord, gli Sciti depredarono la città di Ascalona in Siria; un gruppo di loro saccheggiò il santuario di Afrodite Urania. Per Erodoto il sacco del tempio fu causa della "malattia femminile", una forma di impotenza che afflisse i saccheggiatori e la loro discendenza, divenuti poi una classe di indovini androgini, gli Enarei.
Il regno quasi trentennale degli Sciti in Medio Oriente fu caratterizzato da una gestione violenta e afflittiva: pesanti tributi imposti ai popoli sottomessi e i saccheggi del territorio li impoverivano. La dominazione scita fu interrotta dall'invasione dei Babilonesi, coalizzati con le armate dei Medi. Dopo la sconfitta gli Sciti ripartirono verso nord, in direzione delle steppe ora russo-ucraine. Secondo Erodoto, i Medi sconfissero gli Sciti invitandoli in gran numero a un sontuoso banchetto, sino a farli ubriacare; una volta ebbri, ne trucidarono gran parte. Dopo la fine del dominio sui Medi una parte delle popolazioni scite si riversò nei territori tra il Mar Caspio e il Mare di Aral unendosi ai Dahai; altri arrivarono sino in India, altri ancora restarono in Armenia.
Al ritorno dalla Media gli Sciti si ritrovarono a dover fronteggiare una rivolta capeggiata dalle proprie donne unitesi ai loro schiavi. I figli nati da questa unione furono lo zoccolo duro che si oppose al ritorno in Scizia delle tribù scite; anzitutto scavarono dalla Crimea al Mar d'Azov un fossato difensivo e poi si schierarono per la battaglia. La guerra tra gli schiavi rivoltosi e gli Sciti ebbe un andamento incerto finché questi ultimi, stando a Erodoto, anziché impugnare le armi sfoderarono le fruste, convincendo i nemici che non erano loro pari ma che il loro ruolo era d'esserne gli schiavi.

### Invasione persiana della Scizia
Pochi anni dopo che fu fondata Persepoli (520 a.C.) gli Sciti subirono l'invasione di Dario I di Persia, da questi condotta in continuità con il programma politico di Ciro il Grande, ovvero la riunificazione in un solo regno di tutte le popolazioni iraniche.
L'invasione di Dario I spinse gli Sciti a riunirsi assieme ai rappresentanti dei popoli vicini per concordare una comune strategia difensiva. Affermando che i Persiani non avevano tanto lo scopo di punire e assoggettare gli Sciti ma che si trattava piuttosto di un'invasione su larga scala, come testimoniato dalla sottomissione dei Traci e dei Geti, gli Sciti chiedevano ai loro vicini di fare fronte comune contro le truppe di Dario I. I Geloni, i Budini e i Sarmati si schierarono con gli Sciti, mentre gli Agatirsi, i Neuri, gli Androfagi, i Melancleni e i Tauri, rimproverando agli Sciti di aver causato loro l'invasione persiana, rifiutarono loro l'aiuto, preferendo restare neutrali.
Gli Sciti decisero allora di dividere l'esercito in due gruppi, di non combattere mai in campo aperto ma di adottare strategie mordi e fuggi, bruciando il raccolto e ritirandosi sempre più verso l'interno. La progressiva ritirata avrebbe interessato anzitutto i territori dei popoli che non avevano voluto coalizzarsi con loro, così da coinvolgerli loro malgrado nel conflitto. Dopo avere fatto ritirare i carri con donne e bambini, gli Sciti sorpresero nei pressi dell'Istro le avanguardie persiane e, seguendo i piani concordati, si ritirarono verso ovest, attraversando prima il regno dei Sauromati e poi quello dei Budini; raggiunto il deserto situato oltre il territorio dei Budini, ripiegarono verso nord e rientrarono in Scizia, mentre Dario si accampò presso il fiume Oaro, dove edificò otto fortezze. Ma poiché gli Sciti non tornavano, abbandonò la costruzione delle roccaforti e mosse verso ovest, pensando che quella fosse la direzione intrapresa da loro. Rientrato in Scizia, Dario si trovò ad affrontare i due contingenti sciti riuniti in un solo esercito, che di nuovo, anziché combattere, ripiegarono, costringendo l'esercito persiano ad attraversare i territori dei Melancleni, degli Androfagi e dei Neuri. Prima di lambire il regno degli Agatirsi, ricevettero un'ambasceria che intimava loro di non attraversare il territorio agatirso, altrimenti sarebbero stati attaccati. Perciò la ritirata scita proseguì in Scizia. Così Dario, stanco di inseguirli, inviò un cavaliere al re Idantirso, invitandolo a smettere di fuggire e a scegliere o di affrontare l'esercito persiano o di sottomettersi. Il re degli sciti rispose che non riconosceva l'autorità di Dario e che loro si ritiravano perché, essendo nomadi, non avevano città da difendere né altro per cui combattere; ma se proprio i persiani volevano combattere, provassero a violare le tombe dei loro re. Allora sì che gli Sciti avrebbero prontamente combattuto. Gli sciti risolsero di attaccare i persiani ogni volta che questi tentavano di procurarsi delle vettovaglie, e la cavalleria degli sciti aveva sempre la meglio su quella persiana, che si rifugiava dietro la fanteria; gli sciti però evitavano puntualmente di ingaggiare uno scontro diretto con la fanteria persiana. La presenza di asini negli accampamenti persiani innervosiva i cavalli degli Sciti poiché in Scizia non c'erano asini, favorendo in parte i persiani. Per trattenere più a lungo in Scizia i persiani e logorarne lo spirito, talvolta gli Sciti lasciavano che questi catturassero una parte del loro bestiame, così da non scoraggiarsi del tutto per via dei continui assalti sciti. La cosa logorò Dario che ricevette un araldo scita il quale gli consegnò in dono un uccello, un topo, una rana e cinque frecce; interrogato sul significato dei doni, replicò che non aveva altro ordine che di consegnarglieli e che loro, se fossero stati saggi, ne avrebbero compreso da soli il significato. Dario credette che si trattasse di un segno di resa e che gli Sciti gli stessero facendo dono delle loro terre e della loro acqua. Gobria - un saggio al seguito del re persiano - diede un'interpretazione diversa, ed esatta, dell'avvertimento scita:
(Erodoto, IV, 132, 3)
Quando poi Dario vide che l'esercito scita, pronto alla guerra, aveva rotto i ranghi per inseguire una lepre un attimo prima che incominciasse la battaglia, comprese che era impossibile per i persiani sottomettere un popolo che non dimostrava alcun apprezzamento per loro e che gli restava a tratti del tutto incomprensibile. Il giorno seguente, su consiglio di Gobria, Dario abbandonò tutti gli asini e i soldati più malconci presso l'accampamento e batté in ritirata con il grosso dell'esercito.
Gli Sciti si lanciarono all'inseguimento ma, percorrendo strade diverse, arrivarono per primi presso l'Istro, dove gli Ioni, alleati dei Persiani, presidiavano il passaggio, costituito da un ponte di barche. Gli Sciti cercarono di convincere gli Ioni a non appoggiare più Dario e ad abbandonarlo, impedendogli così la fuga, ma gli Ioni, restando vaghi con gli Sciti, non tradirono Dario. Gli Sciti cercarono di intercettare l'esercito persiano, ma questo andò per la stessa via fatta all'arrivo in Scizia, mentre gli Sciti, avendo distrutto ogni terreno fertile lungo il percorso, immaginavano che i persiani non avrebbero seguito lo stesso itinerario. Così i due eserciti non si incontrarono e Dario riuscì a ritirarsi nel Chersoneso tracico.
Riassumendo, il conflitto tra Persiani e Sciti si svolse essenzialmente secondo le regole dettate da questi ultimi, che non cedettero mai alla volontà dei Persiani di affrontare il nemico in uno scontro campale, ma perpetrarono continui scontri mordi e fuggi, isolati, ritirandosi sempre più verso le regioni interne delle steppe e dando fuoco alle coltivazioni all'approssimarsi dell'inverno. Così l'invasione persiana fallì.

### Declino
La reazione degli Sciti all'invasione persiana fu l'attacco ad Abido. Parallelamente il sovrano degli Sciti Aristagoros cercò di stringere un'alleanza con lo spartano Cleomene I, per prendere in una morsa i persiani: i Greci sarebbero passati da Efeso mentre gli Sciti dalla colonia di Phasis. Però Dario I diede alle fiamme Abido e così la città di Sparta non prese parte al conflitto. Successivamente, all'incirca nello stesso periodo (495 a.C.) gli Sciti saccheggiarono la Tracia e scacciarono Milziade dal Chersoneso, per poi ritirarsi nei propri territori.
Con l'avvento dei Sarmati a ridosso dei confini della Scizia, nel 346 a.C. gli Sciti furono spinti ad attraversare il Don, poi il Danubio e, guidati dal re Aertes, annettersi la Dobrugia. Arrivati nel 334 a.C. poco oltre Balchik, sconfinarono nel regno di Macedonia e furono ricacciati indietro dalle truppe di Filippo II di Macedonia, che ne uccise anche il re, costringendoli alla resa. Ciò nonostante, continuarono a premere verso ovest e nel 331 a.C. subirono nuovamente le ritorsioni macedoni, stavolta ordinate da Alessandro Magno, le cui truppe, guidate dal governatore tracio Zepirione, furono però sgominate. In seguito a ciò, avamposti sciti per il pagamento dei tributi si installarono nei Balcani, mentre il grosso degli Sciti tornava verso l'odierna Russia meridionale, in quanto non si era riuscito a ottenere l'appoggio militare di Olbia per contrastare efficacemente i Macedoni.
Nel 110 a.C., sotto il re Scylurus, gli Sciti stabilirono la capitale a Neapolis, in Crimea, e iniziarono a battere moneta a Olbia. Sebbene ancor più minacciati dai Sarmati, invasero nuovamente il Chersoneso, venendo però respinti da Mitridate VI del Ponto. Questi, coinvolto poi nel conflitto con Roma, cercò di allearsi con gli Sciti, senza però riceverne mai un supporto costante ed efficace.
In realtà il mancato appoggio a Mitridate Eupatore era il sintomo della grave crisi in cui versavano gli Sciti, ormai in procinto di soccombere all'avanzata dei Sarmati che sfaldarono definitivamente il regno di Scizia. La fine del dominio scita nelle steppe va imputato in gran parte alle migliori tecnologie militari dei Sarmati, in particolare la staffa di ferro, che consentirono loro di organizzare reparti di cavalleria pesante in grado di sopraffare facilmente la cavalleria degli Sciti, indubbiamente meno corazzata. Gli Sciti, sfilacciati e ridotti a piccoli gruppi sparsi per l'Europa orientale, nel III secolo d.C. vennero definitivamente spazzati via dall'avvento dei Goti.
Gli Sciti sono menzionati anche dai mitografi: essi attaccarono il regno di Tracia, ma Reso li respinse.

## Società
Gli Sciti erano il clan principale di un gruppo di nomadi stanziati dal VII secolo a.C. nel territorio che corrisponde all'odierna Russia meridionale, in particolare Kuban'. Vi erano inoltre tribù affini, benché politicamente indipendenti, nell'Altaj; alcune di queste penetrarono fino nel distretto dello Yenissei. Questo gruppo era asiatico e differiva da quello scita vero e proprio, ma contribuì al sostrato socio-culturale degli Sciti, al punto da poter considerare i due gruppi sostanzialmente come uno solo. Secondo i Greci, gli Sciti erano l'unico popolo colto tra quelli che abitavano l'interno del Ponto Eusino. Essi erano nomadi, non avevano né città né fortificazioni, né abitazioni ma solo carri e combattevano in sella ai loro cavalli.
In inverno gli Sciti migravano verso la penisola di Taman'. Erano poligami; la moglie passava spesso in eredità di padre in figlio. L'idea piuttosto radicata nella cultura greca che tra gli Sciti vigesse il matriarcato non è confermata da evidenze archeologiche ed è frutto della convinzione che il regno delle amazzoni si trovasse in Scizia. Per legarsi, gli Sciti, oltre a giurare presso il focolare reale, erano soliti anche ferirsi con una lesina o con un coltello e di unire in una grande coppa di vino un po' del sangue fuoriuscito per immergervi poi un'ascia bipenne, frecce, una spada e un giavellotto. Dopo aver pregato a lungo, bevevano il contenuto della coppa assieme ai testimoni.
Tra gli Sciti reali il ruolo di capotribù veniva generalmente trasmesso per via ereditaria; presso gli Sciti affini, invece, la statura dei sovrani notevolmente superiore alla media (circa un metro e ottanta) fa pensare ad un sistema elettivo, che privilegiava la prestanza fisica.

### Aspetto fisico

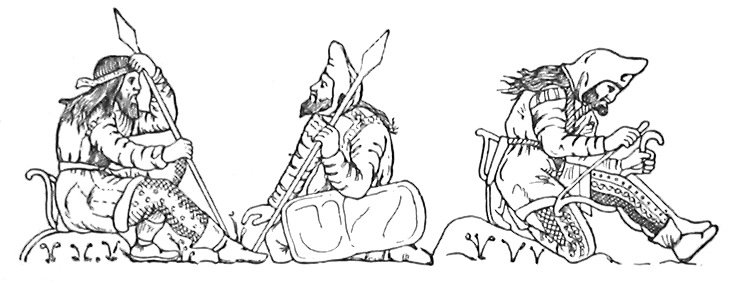
Rappresentazione di alcuni guerrieri sciti realizzata secondo le decorazioni di un calice d'elettro ritrovato a Kul-Oba.

Gli Sciti avevano caratteristiche antropologiche europoidi, mesocrani dalla faccia larga con nasali pronunciati e orbite basse, di ceppo nord-iranico. I capitribù rinvenuti a Pazyryk erano alti 1,80, le donne 1,68, ma gli Sciti veri e propri, a giudicare dalle raffigurazioni nelle opere d'arte, erano tarchiati e bassi. I crani di tipo europeo rinvenuti a Pazyryk, a Shibe, Tuekt, Kurai e Katanda sembrano dare ragione a quanto sostenuto dal Jettmar, secondo cui tra il V e il VI secolo a.C. la zona era abitata da genti bionde di origine europea. I vari tipi di crani rinvenuti a Pazyryk testimoniano una notevole mescolanza. Nelle immagini presenti sui vasi di Kul-Oba, Chertomlyk e Voronezh gli Sciti somigliano ai contadini della Russia pre-rivoluzionaria, però non è stato provato alcun legame tra Sciti e slavi.
Sebbene le fonti antiche affermino che l'indigenza aveva reso gli Sciti glabri, le raffigurazioni più tarde, come quelle del vasellame di Kul-Oba, Chertomlyk e Voronezh, dicono il contrario. I resti rinvenuti a Pazyryk testimoniano l'usanza diffusa di radersi, tranne che per il capotribù che, se privo di barba, se ne muniva di una posticcia.
Secondo uno studio genetico del 2009, gli Sciti presentavano caratteristiche fisiche dell'Europa orientale: occhi blu o verdi, pelle e capelli chiari.

### Abbigliamento
L'abbigliamento maschile constava di tuniche che sporgevano triangolarmente ai fianchi, indossate come camicie sotto le giacche o i giubbotti. Queste tuniche, aderenti al corpo e provviste anche di cappuccio, come del resto tutto il vestiario scita, non limitavano troppo i movimenti ed erano piuttosto funzionali alla vita in sella, tanto da essere copiate dalla cavalleria cinese intorno al 300 a.C. I cappucci erano comunemente chiamati "berretti dritti", proteggevano il collo e il capo dal vento ed erano l'elemento caratteristico non solo degli Sciti, ma anche dei Saci; erano un segno distintivo all'interno della comunità, tant'è che venivano decorati con cimieri zoomorfi o, come per il copricapo di un capotribù di Issyk, con frecce, piume e applicazioni in oro. I pantaloni erano larghi, di pelle, e si infilavano negli stivali fatti di cuoio morbido con la suola rigida e privi di tacco. Il gambale era corto tra gli Sciti più occidentali e lungo in quelli dei monti Altaj. Spesso gli abiti venivano adornati con brattee, placche metalliche d'oro finemente decorate che venivano cucite sulla stoffa dei vestiti, ma potevano anche arricchire i sudari e i baldacchini funebri.
Le vesti che indossano i guerrieri raffigurati nelle sculture del palazzo di Serse a Persepoli hanno invece un taglio a coda di rondine, come gli abiti scoperti non nei siti della cultura di Pazyryk, ma a Katanda. I ricami erano ricchi e adornavano ogni elemento delle vesti. L'abbigliamento femminile era ancor più ricco e decorato di quello maschile. A ulteriore conferma dell'omogeneità del vestiario vi sono le raffigurazioni del vasellame di Pazyryk, che rappresentano uomini Sciti con abiti simili a quelli degli indigeni raffigurati sui reperti rinvenuti nei siti della steppa occidentale.
I capi di pelliccia erano molto diffusi nell'area di Pazyryk. Le pelli di cavallo, di pecora e di capra erano d'uso comune, mentre per gli abiti più ricercati si adoperavano pelli di leopardo, puzzola, gatto selvatico, scoiattolo, zibellino ed ermellino.

### Oggetti d'uso quotidiano
Nella vita di tutti i giorni si usavano gli oggetti più vari: caldaie di bronzo per cucinare la carne, poco decorate ma di fattura massiccia; vasi sacri alla Grande Dea, d'oro e d'argento finemente decorati; brocche da kumys (nella cultura di Pazyryk, prevalentemente di ceramica). Le lampade si ricavavano da pietre rettangolari incavate. Gli specchi erano un elemento d'uso comune, di produzione autoctona o d'importazione greca, e le famiglie più ricche ne possedevano uno per ciascun membro. I tavoli erano bassi, molto lavorati, di forma rotonda od ovale; avevano gambe in foggia di zampa d'animale oppure tornite, bordi inclinati e il piano leggermente incavato, potendo così fungere anche da vassoi. Tra gli utensili sono state trovate vanghe di legno e picconi d'osso e di legno.

### Contaminazioni culturali
Gli Sciti non apprezzavano che i loro costumi venissero contaminati da influenze straniere, in modo particolare se greche. Erodoto riferisce due aneddoti paradigmatici: il primo riguarda uno scita, Anacarsi, che, dopo avere viaggiato attraverso numerosi paesi, tornato in Scizia fu ucciso perché, contaminato dai costumi greci, era intento a venerare Cibele. Il secondo è invece la storia del re Scile che, figlio di una colona di Histria, era così contaminato dalla cultura greca da vivere un mese da scita e un mese da greco, assieme ai coloni di Boristene, sposando addirittura una donna del posto; iniziato infine ai culti di Dioniso, fu scovato dai capi delle tribù scite mentre era colto da un deliro bacchico e per questo destituito e giustiziato.

### Organizzazione militare degli sciti

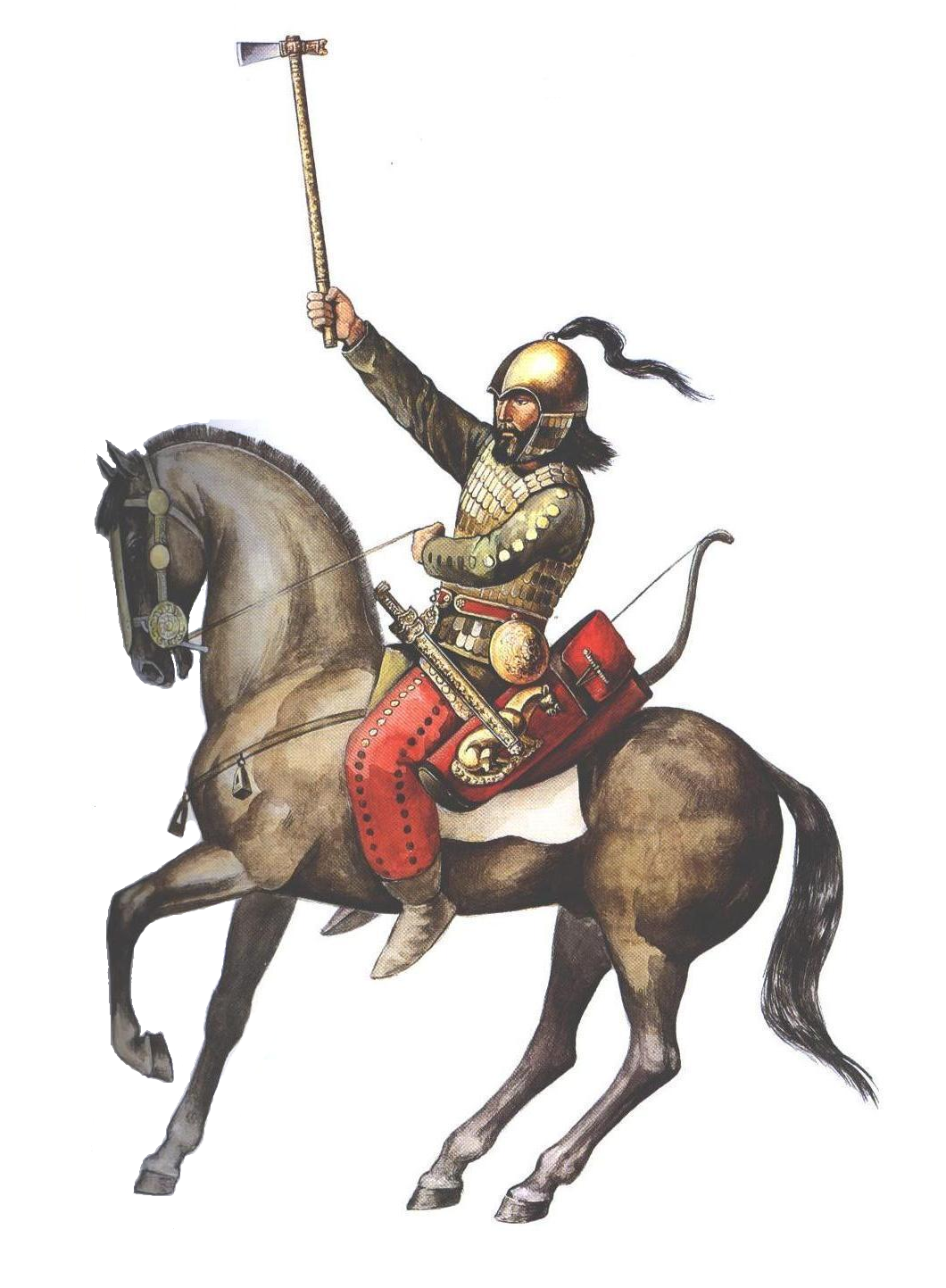
Cavaliere scita con armatura lamellare, arco composito e sagaris - ricostruzione.

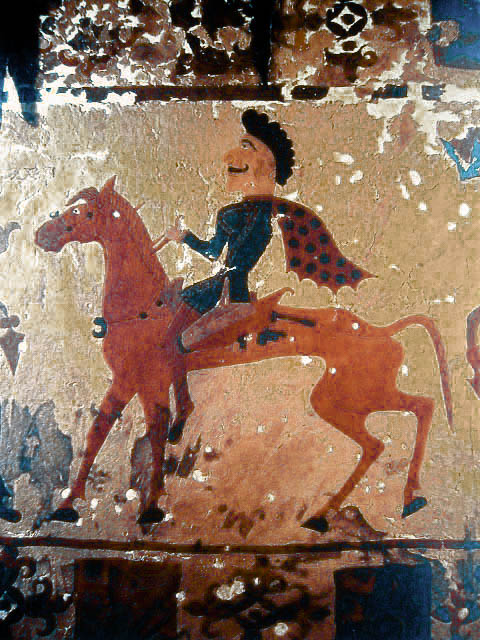
Cavaliere scita della Cultura di Pazyryk, reperto in feltro)

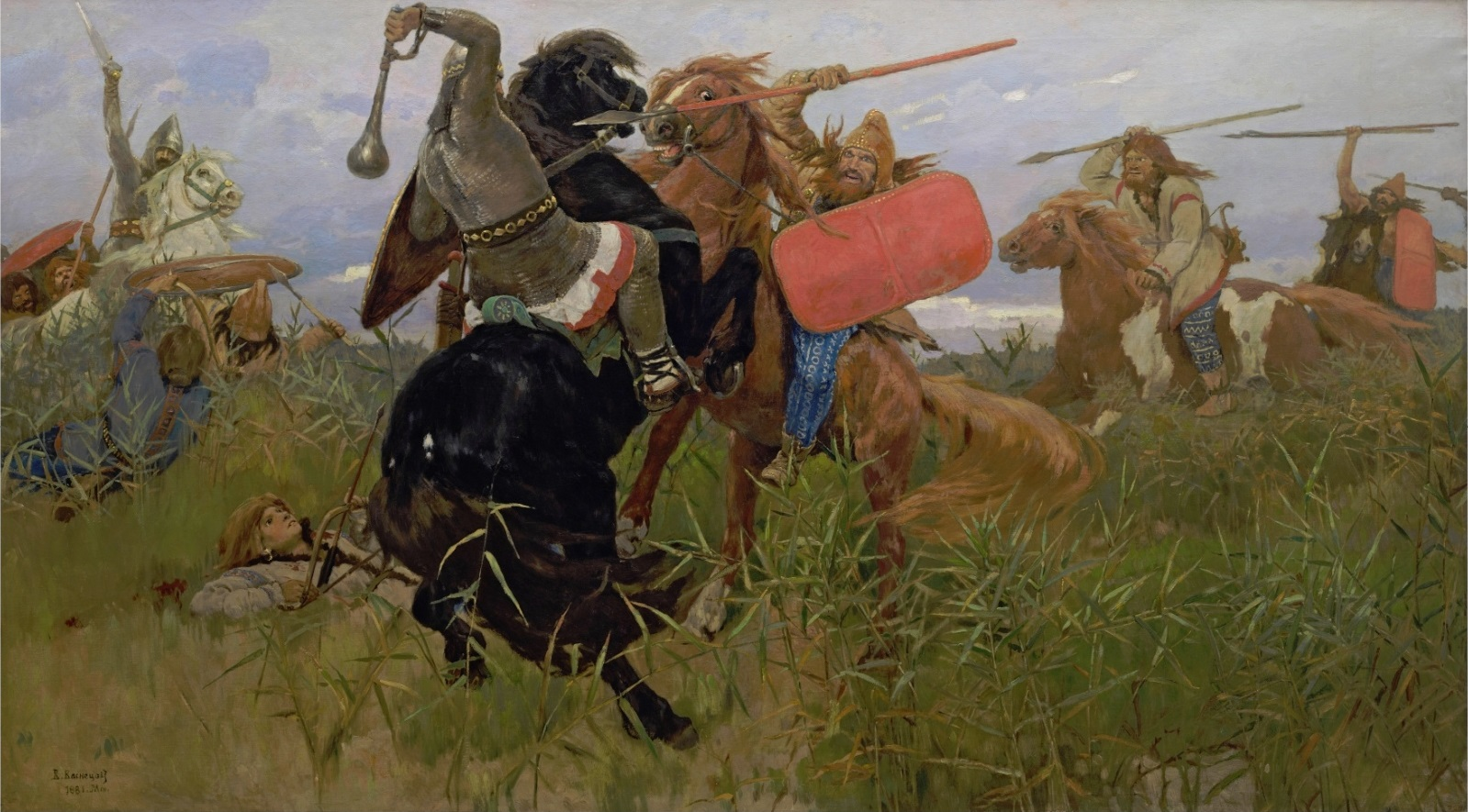
Rappresentazione di cavalieri sciti in combattimento (Viktor Michajlovič Vasnecov - 1881)

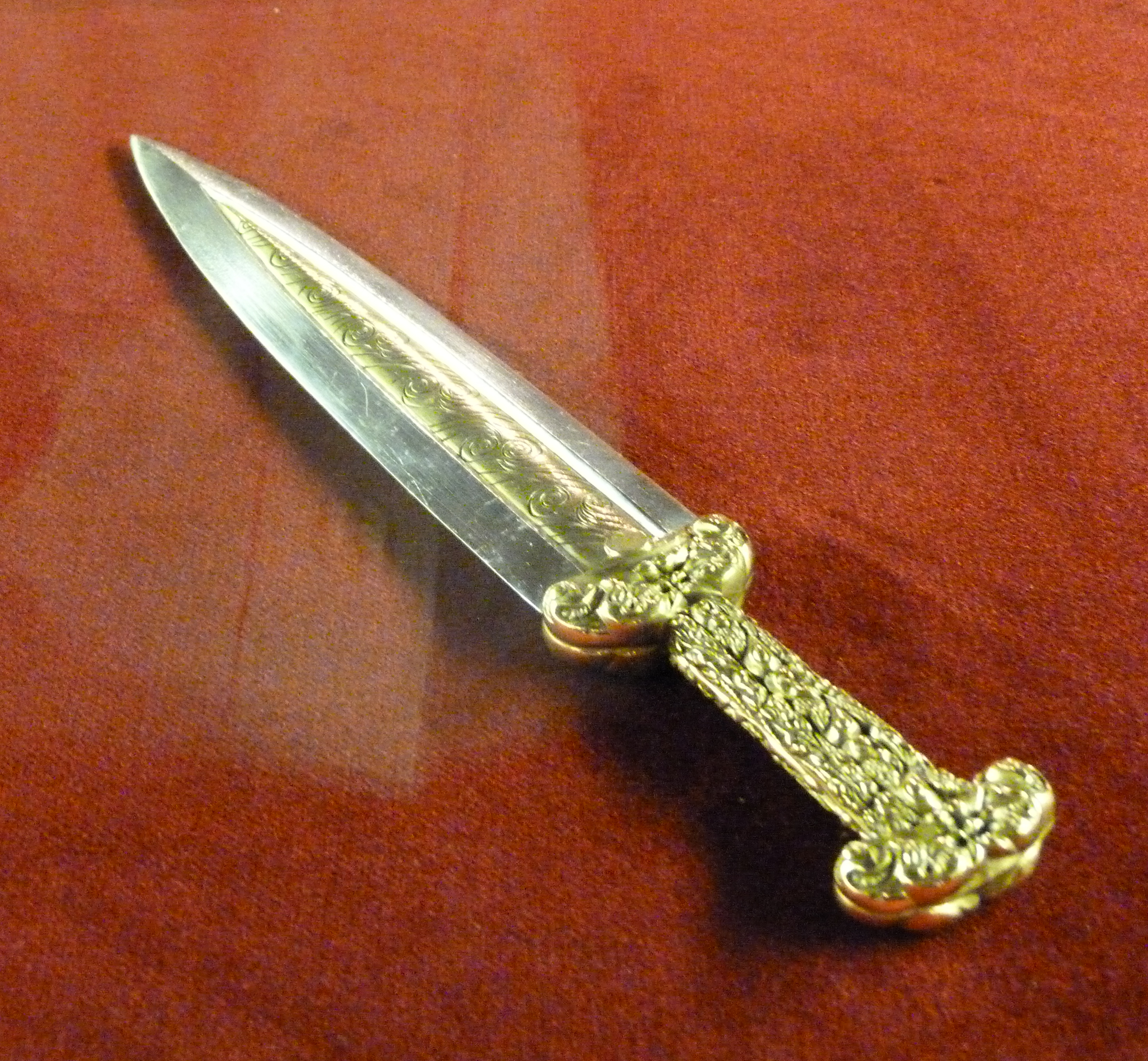
Un acinace, tipico pugnale scita (VIII-VII secolo a.C.)

Erodoto ci fornisce la quasi totalità delle informazioni oggi in nostro possesso circa l'organizzazione militare degli Sciti.

Si trattava di una popolazione le cui forze armate erano composte pressoché unicamente da arcieri a cavallo.

Erodoto riferisce molte truculente usanze degli Sciti legate alla guerra. Come iniziazione militare ogni scita doveva bere il sangue del primo nemico mai ucciso. La pelle delle mani dei nemici veniva impiegata come coperchio per le faretre, mentre altri scuoiavano il nemico e ne issavano la pelle a mo' di vessillo di guerra; ma i loro vessilli da guerra più caratteristici, come racconta il Suida (X secolo), erano di forma tubolare, dipinti in modo da ricordare i serpenti e, quando essi correvano a cavallo tenendoli su aste di mediocre lunghezza, tali tubi, attraversati con forza e gonfiati dall’aria che incontravano, emettevano una sorta di sibilo che appunto ricordava quello dei serpenti.
Gli Sciti furono tra gli indoeuropei maggiormente noti quali cacciatori di teste: alla fine di ogni battaglia, ciascun guerriero doveva portare al proprio re almeno una testa nemica, così da guadagnarsi il diritto di partecipare alla spartizione del bottino di guerra; abitualmente praticavano lo scalpo ai nemici poiché possederne un gran numero equivaleva a essere un guerriero di grande abilità, tant'è che gli scalpi venivano appesi alle redini dei cavalli oppure cuciti assieme per farne dei mantelli; spesso i teschi dei nemici più valorosi venivano conservati e segati sotto le sopracciglia per farne delle coppe foderate di pelle di bue dagli Sciti più poveri o d'oro dai più ricchi (un uso analogo veniva praticato nei riguardi dei crani dei familiari vinti in una lite davanti al sovrano; questa consuetudine era così indicativa all'interno del nucleo sociale, che i teschi raccolti venivano mostrati agli ospiti più importanti).
Presso gli Sciti l'importanza dell'abilità in guerra era così sentita che, una volta l'anno, gli Sciti che avevano ucciso qualche nemico venivano invitati a bere da un cratere colmo di vino diluito, preparato personalmente dal capo del proprio distretto; i più valorosi potevano bere con due coppe contemporaneamente. Al contrario, coloro che in battaglia non si erano fatti valere venivano considerati con disprezzo, messi in disparte e gli veniva proibito di partecipare ai festeggiamenti.

#### Finimenti
Le cavalcature scite venivano bardate con rivestimenti di feltro o in corteccia di betulla intagliata; alle briglie venivano fissati gli scalpi dei nemici e i musi venivano spesso agghindati con riproduzioni di becchi d'uccello o maschere di drago, con la funzione di trasmettere all'animale le qualità specifiche dell'essere rappresentato. Il morso si costituiva di due pezzi ed era non troppo diverso da quello moderno. Analogamente a quella in uso presso gli Assiri, si utilizzava la briglia "a cavezza", composta da pezzi nasali, da guancia, da fronte e orecchiere, fissati da una fibbia sulla sinistra del muso del cavallo. I vari pezzi delle briglie venivano tutti decorati in oro o piombo; le fibbie erano di osso, i morsi di bronzo, di piombo o di ferro lavorato. Cinghie di cuoio fungevano da staffe. Le selle erano fatte da due cuscini di feltro di 50–60 cm di lunghezza e imbottiti di peli di feltro; nei reperti più tardi, i due cuscini erano intelaiati assieme. I cuscini montavano su due strisce di feltro ed erano uniti a un sottopancia, un pettorale e a una cinghia da coda attraverso delle cinghie posizionate alle rispettive estremità. Sotto le selle venivano collocati dei panni lunghi 160–180 cm, di feltro così come di seta importata, decorati sia con figure geometriche, sia antropomorfe, sia animali. Decorazioni animali (soprattutto cervi) o rappresentazioni di bestie fantastiche affollavano sia il cuoio delle selle e dei finimenti, sia i cuscini, spesso ricoperti di motivi intricati e in rilievo.

#### Armi e armature
I foderi delle spade erano ricoperti di lamine d'oro e intarsiati d'avorio; gli astucci dei pugnali erano a forma di cuore, secondo il gusto persiano. Le armature erano del tipo "lamellare, costituite cioè da scaglie metalliche e placche ornamentali, il tutto montato su un rivestimento in feltro rosso. Gli elmi venivano realizzati con una tecnica analoga a quella usata per le corazze. Gli scudi erano in genere rotondi e non troppo grandi. A Pazyryk erano di forma diversa, rettangolari e con la base tonda. Lance e giavellotti non erano troppo diffusi. L'arco scita era del tipo composito a doppia curvatura, in corno, incordato con tendini animali e si tirava sul fianco sinistro, alla maniera dei Parti, così come la faretra (denominata gorytos) era fissata allo stesso fianco sinistro; le frecce avevano la punta trilobata, in pietra, osso, bronzo o ferro a seconda del periodo storico. Le spade misuravano sino agli 85 cm. I pugnali erano a doppio taglio, del tipo "acinace" in uso presso i Persiani. Erano largamente impiegate per il combattimento a cavallo armi d'arcione (scuri e picchi/punteruoli) identificati dagli storici greci con il nome di "sagaris".

L'influenza ellenica portò gli sciti ad adottare scudi ed elmi d'importazione greca.

## Religione
La religione degli Sciti aveva alcuni elementi in comune con quella dei Persiani, quali il culto del fuoco, il culto di Mitra, lo sciamanesimo, l'uso di bevande inebrianti durante i riti, il sacrificio di cavalli, il giuramento presso il focolare del sovrano, l'assenza di raffigurazioni statuarie degli dei.
Tamara Rice afferma che, presso gli Sciti, fosse diffuso il culto della Grande Dea, già adorata nella Russia meridionale prima dell'avvento degli Sciti, raffigurata in numerosi reperti rinvenuti nei corredi funebri talvolta con il corpo metà umano e metà di serpente, spesso circondata dai suoi animali sacri, il cane e il corvo, con uno scettro o uno stendardo, figurava quale protettrice del capotribù e nume tutelare dei giuramenti, oppure al centro di un rituale di iniziazione. È stato ipotizzato che le principesse e le spose dei sovrani sciti fossero inoltre le sacerdotesse della Grande Dea e che, in occasione dei riti, indossassero abiti particolari, gli stessi che le avrebbero accompagnate nell'oltretomba. Non vi sono tuttavia sufficienti evidenze archeologiche a suffragare tale ipotesi.
Si ritiene che le numerose raffigurazioni di cervi siano legate all'idea che l'anima del defunto fosse condotta nell'aldilà proprio da questi animali. Più in generale, le continue rappresentazioni di animali attengono a una funzione totemica delle singole bestie, le quali simboleggiavano virtù specifiche di cui ci si voleva appropriare attraverso la raffigurazione.
Gli dei venerati dagli Sciti erano Estia (Tabitì), Zeus (Papeo), la Terra - che, secondo la mitologia scita, sarebbe la consorte di Zeus -, Apollo (Etosiro), Afrodite Urania (Artimpasa o Argimpasa). Inoltre, gli Sciti reali adoravano anche Poseidone (Tagimasada), Eracle e Ares. Eccezion fatta per Ares, gli Sciti non erigono né templi né altari, né statue.

### I sacrifici
Erodoto riferisce nel dettaglio come avvenivano i sacrifici: chi sacrificava, posto dietro l'animale, tirava una fune che ne legava le zampe anteriori così da farla cadere e, contemporaneamente, invocava la divinità; poi, cingeva il collo della bestia con un cappio e, inserito nel cappio un piccolo pezzo di legno, lo girava, strangolando l'animale. A questo punto la vittima sacrificale veniva scuoiata e cucinata. La cottura veniva effettuata dopo avere separato la carne dalle ossa che, poiché gli Sciti erano poveri di legname, venivano utilizzate come combustibile all'interno di lebeti, oppure nel ventre stesso dell'animale sacrificale. Le primizie cotte dopo il sacrificio venivano scagliate davanti a sé da chi sacrificava. Le vittime sacrificali preferite erano i cavalli. Un sacrificio particolare veniva effettuato in onore di Ares. Con delle fascine venivano eretti altari larghi tre stadi e sormontati da piattaforme quadrangolari accessibili solo da un lato. Su ciascun cumulo veniva piantata un'antica spada e si posizionava l'effigie del dio. Alla spada venivano abitualmente sacrificati animali e, ogni cento prigionieri di guerra, uno veniva immolato. Secondo Erodoto, prima si cospargeva di vino il capo della vittima umana, quindi era sgozzata raccogliendone il sangue, che poi veniva versato sulla spada dell'altare. Alla base di quest'ultimo venivano recise alla vittima la spalla e il braccio destro, che infine venivano lanciati in aria.

### Il culto dell'oro

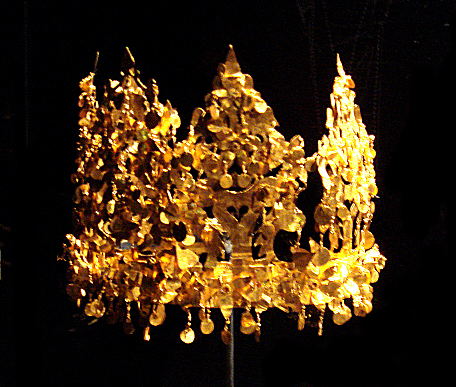
Corona reale, Tillia Tepe.

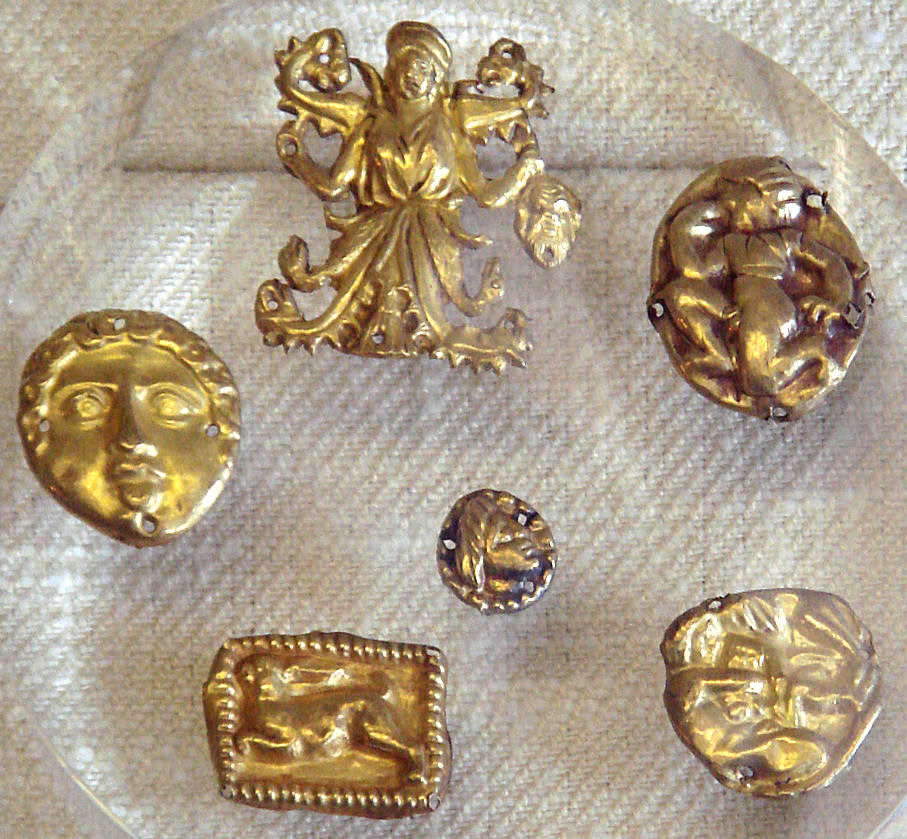
Parte del tesoro di Kul-Olba.

Un ruolo preponderante, nella religione degli Sciti, era svolto dall'oro, insediatosi nella cultura scita dopo la lunga permanenza in Medio Oriente. Esso è ben testimoniato da un mito fondativo scita riferito da Erodoto; grazie agli oggetti aurei, infatti, Colassai divenne il re-sacerdote della Scizia. L'oro veniva perciò considerato il tramite tra la dimensione umana e quella divina, elemento fondativo della società scita. Sempre secondo il mito originario scita, Colassai istituì tre regni per i suoi figli e il più vasto fu conferito a colui che aveva l'onere di custodire l'oro sacro. Anche per questo il re era considerato il custode dell'oro sacro, in onore del quale annualmente venivano celebrati particolari sacrifici propiziatori. Chi, durante tali feste, custodiva l'oro sacro beneficiava di particolari privilegi in quanto il compito era considerato piuttosto gravoso; infatti, gli Sciti ritenevano che chi si fosse addormentato mentre custodiva l'oro sacro sarebbe morto entro la fine dell'anno. Pertanto, chi doveva custodirlo riceveva in dono una porzione di terreno pari a quanto sarebbe riuscito a girarne a cavallo nell'arco di una giornata.

Secondo gli Sciti, l'oro veniva custodito dai grifoni, che vivevano nel profondo nord.

### I vaticini
Gli indovini sciti utilizzavano verghe di salice per effettuare i propri vaticini. Durante il rito, le fascine deposte a terra venivano sciolte e si deponeva una verga alla volta, mentre la profezia veniva pronunciata. Quindi, una volta raccolte tutte le verghe, ricominciavano daccapo. Un rituale analogo, effettuato però con la corteccia di tiglio, veniva compiuto dagli indovini androgini sciti, gli Enarei.
Quando il re era gravemente ammalato, mandava a chiamare i tre indovini più importanti del paese che, generalmente, affermavano che la causa delle sue sventure fosse lo spergiuro di qualche suddito presso il focolare reale. Catturato lo spergiuro, veniva condotto presso gli indovini, che ne confermavano la colpevolezza; se questi negava, venivano allora convocati altri sei indovini che, se a loro volta lo dichiaravano colpevole, ne determinavano la decapitazione. Se invece gli indovini chiamati rovesciavano le accuse, si chiamavano altri indovini finché, a maggioranza, non si giungeva a una conclusione. Se infine il reo veniva scagionato, i primi indovini che lo avevano accusato venivano messi a morte.

### Il culto dei morti
I corpi dei sovrani venivano ricoperti di cera, l'intero ventre ripulito e riempito di cipero triturato, aromi, semi di apio e di aneto, quindi ricucito. Le loro tombe si trovavano al margine estremo del regno, presso i Gerri. Il corpo veniva posizionato su un letto di foglie e ai lati della salma si realizzavano due filari di lance, su cui veniva collocata una serie di assi coperte da una stuoia. Nella camera funeraria si collocavano, dopo averli strangolati, una concubina, un cuoco, uno scudiero, un servo, un messaggero e dei cavalli, oltre a un ricco corredo funerario, principalmente d'oro. Il rituale culminava con l'erezione di un alto cumulo di pietra. Le fosse erano quadrate e, una volta scavate, i cadaveri venivano trasportati presso un altro popolo. Chi riceveva il cadavere si tagliava un pezzo d'orecchio, si radeva i capelli, si incideva le braccia, si graffiava la fronte e il naso e si conficcava frecce nella mano sinistra. Quindi, seguito da quanti avevano ricevuto per primi il corpo del sovrano, il cadavere veniva trasportato presso un altro popolo, finché la salma non aveva visitato tutti i popoli sottomessi dagli Sciti. I cortei funebri erano capitanati da dei portatori d'aste sormontate da maschere di uccelli o altre fiere in bronzo o ferro, seguiti dai suonatori di sonagli e campanacci, atti a scacciare gli spiriti maligni. Il carro funebre del capotribù, guidato da due, quattro o sei cavalli veniva subito dopo, sormontato da un baldacchino con a ogni angolo campanelli e una figura di animale in bronzo, araldicamente distintive del sovrano. Dietro il carro procedevano coloro che sarebbero stati immolati e infine il resto della tribù. L'anno seguente, cinquanta cavalli e cinquanta tra i migliori servi del sovrano venivano sacrificati; i loro corpi, svuotati delle interiora e riempiti di paglia, venivano poi ricomposti così da formare una schiera di cavalieri che veniva collocata tutt'intorno al tumulo del re.

Il rito di sepoltura scita per i sovrani somigliava dunque molto a uno analogo che si svolgeva in Cina sotto gli imperatori Han.

I cadaveri degli Sciti comuni, invece, venivano portati presso gli amici più cari dai propri congiunti; ogni amico offriva il loro onore un banchetto e anche al morto si tributava una parte del desco. Il rito andava avanti così per quaranta giorni, finché non si seppellivano. Al termine delle celebrazioni funebri, gli Sciti espiavano ungendosi il capo e lavandosi.

## Economia
Dopo avere mosso verso ovest dal Caucaso e dall'Altaj, gli Sciti si evolvettero secondo un'economia mista, con una parte della popolazione che dismise gli abiti nomadi per stabilirsi nelle valli più fertili e dedicarsi all'agricoltura.

### Commerci
Gli Sciti intrattenevano relazioni commerciali con i popoli del Bosforo cimmero. I porti commerciali degli Sciti sul Mar Nero rifornivano costantemente la Grecia del grano coltivato nella Russia meridionale, oltre a rifornirli di storione, sale, tonno, miele, carne, latte, pellami e schiavi, mentre importavano dalla Grecia vasellame, oggetti di metallo e gioielli. Importavano tappeti dalla Persia, tessuti fini e seta dalla Cina, vasellame e oggetti d'arte dalla Grecia. Secondo Erodoto una parte del popolo scita era divenuta sostanzialmente sedentaria e, nelle regioni a ridosso del Mar Nero, era dedita all'agricoltura; gli Sciti agricoltori coltivavano per il proprio sostentamento, mentre gli Sciti "aratori" allo scopo di commerciare quanto coltivato.

### Allevamento
Gli Sciti non allevavano maiali né ne facevano uso alcuno. Il cavallo era un elemento fondamentale della cultura e della società degli Sciti. Fulcro dell'attività nomade e di quella guerriera, oltre a essere concepito come compagno anche nell'oltretomba, esso era inoltre fonte di nutrimento, oltre a fornire il latte da cui gli Sciti ricavavano una bevanda particolare, il kumys. Il latte di cavallo era la loro bevanda principale e veniva estratto dagli schiavi - appositamente accecati - i quali inserivano tubicini d'osso nei genitali delle giumente attraverso cui soffiavano, così da poterle mungere meglio. Il latte raccolto veniva poi scremato: quello che si addensava più in superficie era considerato di qualità migliore.
Le cavalcature scite venivano bardate con rivestimenti di feltro o in corteccia di betulla intagliata; alle briglie venivano fissati gli scalpi dei nemici e i musi venivano spesso agghindati con riproduzioni di becchi d'uccello o maschere di drago, con la funzione di trasmettere all'animale le qualità specifiche dell'essere rappresentato. Tutti i cavalli presentavano le orecchie marchiate e quelli da monta venivano espressamente castrati. Come testimoniato da un ricco vaso da kumys in lega d'oro e d'argento del IV secolo a.C. proveniente da Chertomly, i cavalli da tiro avevano la criniera incolta, mentre quelli da guerra l'avevano tagliata, affinché non ostacolassero la mira nel tiro con l'arco. Le code dei cavalli venivano o intrecciate, oppure annodate a metà della loro lunghezza.

## Lingua
Linguisticamente gli Sciti appartenevano al ceppo indoiranico; la scarsità di testimonianze non consente una classificazione più precisa della loro lingua, anche se generalmente lo scitico viene ricondotto alla famiglia iranica poiché a questa appartengono le lingue indoiraniche attestate presenti nell'area corrispondente all'antica Scizia, e in particolare l'osseto. Per le stesse ragioni, tuttavia, la filiazione dell'osseto dallo scitico (o dal sarmatico) non è comprovata da fonti documentali, ma solo inferita per ragioni storiche.

## Cultura

### Arte

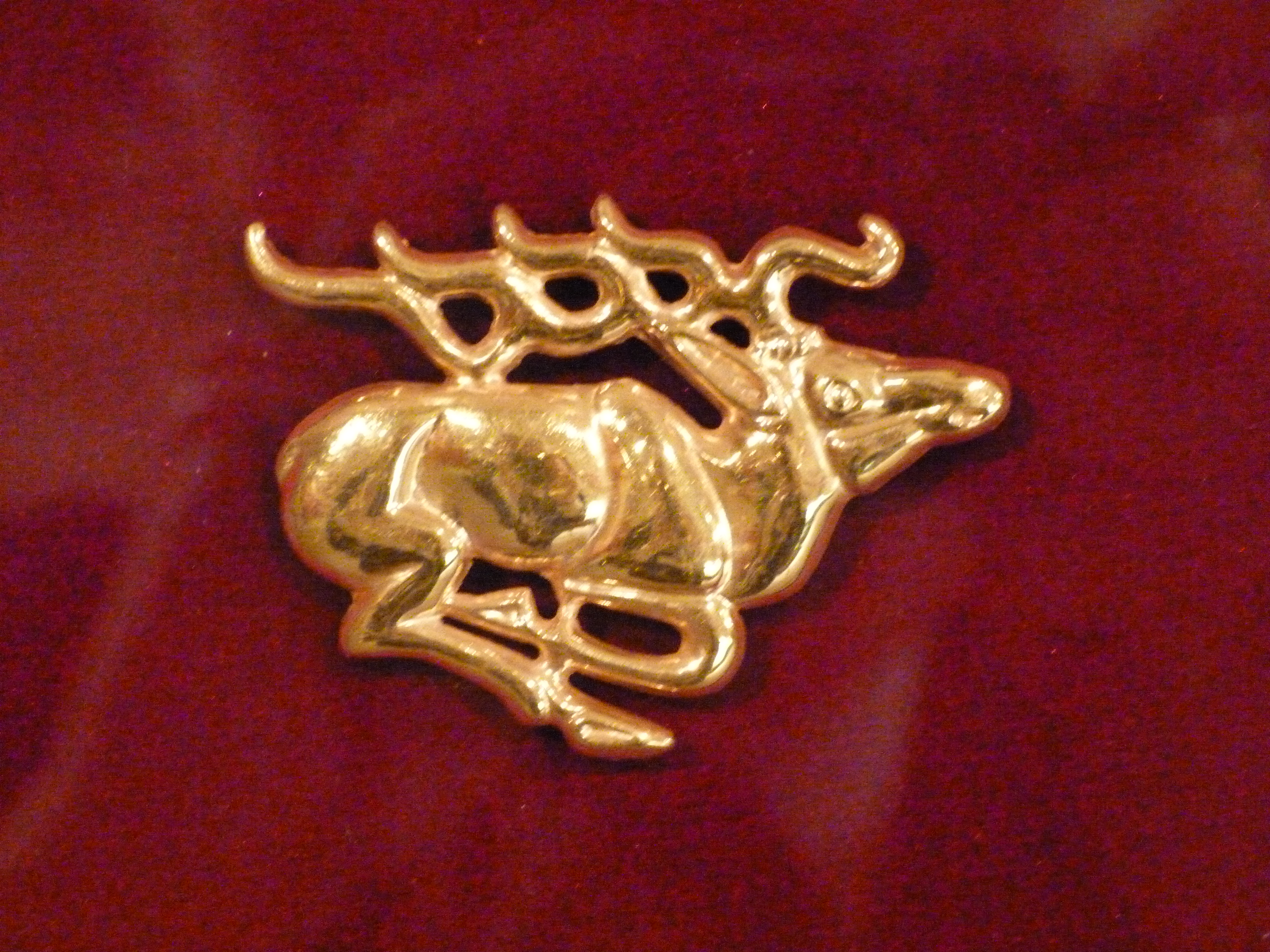
Un cervo volante, raffigurato secondo i classici stilemi dell'arte scita - VII-VI secolo a.C.

L'origine remota della stilizzazione dell'arte delle steppe, databile fra il XIV secolo a.C. e il VII secolo a.C., è rintracciabile molto probabilmente nella cultura di Karasuk. Sono riconoscibili tre correnti stilistiche, raggruppate per aree storico-geografiche: la Scizia, l'Altai e l'Ordos. Tale produzione è da sempre collegata alle popolazioni nomadi dell'Asia Centrale, anche se non mancano esempi attribuibili a tribù sedentarizzate, in tutto o in parte, come i Tagar.
L'arte, per gli Sciti, era realista e sinuosa. Più che elaborare una vera e propria arte, realizzarono uno stile. Un'arte popolare, priva di opere monumentali ma capace di collegare la Ucraina slava al mondo antico, influenzando la crescita delle successive arti europee. L'arte degli Sciti si esprimeva principalmente in minuziose decorazioni di qualsiasi oggetto, anche di quelli d'uso più comune, con forme chiare e armoniche.
Seppure differenziata da qualche localismo determinato dalle diverse posizioni geografiche - che permettono di distinguere gli Sciti dell'area attorno al Mar Nero rispetto a quelli orientali - l'arte scitica è sostanzialmente unitaria nei temi e nelle forme. Così, influenze cinesi contaminarono maggiormente quelli situati a ridosso dell'Altaj, mentre Persiani e Greci dettero un impulso specifico sugli Sciti delle steppe occidentali, senza mai sfaldare l'unitarietà della cultura scita. La permanenza secolare degli Sciti in Medio Oriente ne influenzò notevolmente l'arte che, contaminata dal gusto orientale, accomunò alla tipica impronta artistica nomade, fatta d'oggetti in osso, legno e corno, un largo uso di ricercati oggetti in oro, in cui spiccano mescolati elementi assiri, urartei, medi, babilonesi e protoiranici. Gli elementi caratteristici della produzione artistica degli Sciti sono prevalentemente soggetti animali, in particolare raffigurazioni che vanno dal dall'animale contorsionista, alle scene di caccia, a violenti scontri tra bestie reali o immaginarie, composte da parti di differenti animali, al cosiddetto "galoppo volante". Quest'ultimo era la rappresentazione della figura distesa, di profilo, dell'animale in movimento, l'apice della sintesi artistica scita, che cercava con una sola immagine di raffigurare diversi movimenti dell'animale. Frequente è il symplegma (intreccio) tra gli animali.
Non di rado le scene di movimento raffigurano continui scontri tra le più diverse tipologie di bestie - soprattutto nella regione dell'Altaj, talvolta con una predilezione, da parte dell'artista, per il predatore che ha la meglio sulla preda. Pietro Citati osserva che i continui mescolamenti di animali, spesso anche in un solo essere fantastico, sottendano a una filosofia della metamorfosi propria della cultura scita. L'elaborazione di bestie immaginarie mediante la combinazione di più elementi animali testimonia, più che un timore del vuoto, l'intuizione della diversità e versatilità della natura, secondo un gusto forse di derivazione hittita, sebbene le raffigurazioni animali avessero già avuto un proprio sviluppo nel Caucaso ancor prima che apparissero gli Sciti o si formasse un'unità artistico-culturale con l'Armenia, l'Anatolia, la Mesopotamia settentrionale e parte della Persia.
Tra i motivi singoli più caratteristici dell'arte degli Sciti c'è senz'altro il cervo, antico elemento d'adorazione dei popoli siberiani ma probabilmente del tutto privo di significati religiosi tra gli Sciti, sebbene è possibile che fosse ritenuto l'animale che conduceva le anime dei morti nell'oltretomba - come testimonierebbero le maschere cornute per cavallo ritrovate nelle tombe di Pazyryk. Viceversa, il cavallo non era tra gli animali più rappresentati, nonostante fosse un elemento fondamentale nella vita quotidiana scita.

Un altro elemento importante dell'arte scita furono le corna, che hanno rivestito una funzione simbolica e rituale in diversi popoli dell'età preistorica, soprattutto nell'area orientale della pianaura eurasiatica, conservando tra gli Sciti un significato non solo simbolico, ma anche pienamente inserito tra i motivi artistici classici delle loro opere.
La tecnica dell'intarsio fu certamente appresa in Persia e veniva praticata diffusamente, cosa invece non dimostrata presso le tribù nomadi vicine. Gli intagli in osso testimoniano più accuratamente lo stile scita rispetto agli oggetti in metallo prezioso. Le tecniche d'intaglio venivano riadattate a quelle di lavorazione del metallo. Talvolta, gli intagli lignei venivano ricoperti d'oro battuto o lamine di piombo.
Scarsi e di poca importanza sono i rinvenimenti di vasellame. Era ritenuto di minor valore e costituiva infatti la gran parte del corredo funebre dei ceti più poveri. Il genere locale era grossolano, tinto con colori poco vividi, nero o grigio, in cui le coppe erano rare. Quello che appare nelle tombe più ricche è infatti sempre di importazione ionica o del Ponto.

C'erano botteghe specializzate nella produzione di oggetti d'oro in serie, come dimostrato dal fatto che, nel tumulo di Tsarsky Kurgan vi fossero placche d'oro realizzate con i medesimi stampi usati a Chertomlyk, Ogùz, Shibe, mentre a Pazyryk modelli analoghi sono stati ritrovati solo in argento.

#### Architettura (Kurgan)
Tra i pochi edifici realizzati dagli Sciti si annoverano i kurgan, tumuli funerari al cui interno venivano inumati i corpi dei defunti assieme a ricchi corredi funerari. Il tumulo veniva eretto scavando una trincea inclinata, alla cui estremità più lontana si piantava un grosso palo. Con dei puntelli di legno si sostenevano i lati, quindi la trincea veniva mutata in corridoio erigendo un tetto conico; una tettoia si appoggiava al palo principale mentre ulteriori pertiche fungevano da colonne di sostegno. I rivestimenti interni, nelle tombe della Russia meridionale, erano di vimini, giunchi, corteccia di betulla, paglia o coperte, mentre a Pazyryk era di largo uso il feltro. Nel Kuban' gli interni erano sovente affrescati. Nella camera principale spesso vi era una sorta di rivestimento di pietra e un soffitto di legno. La bara era talvolta sostituita da una cassa dipinta, oppure decorata d'oro. Le camere ulteriori servivano a ospitare i corpi della servitù. Il sito di Tolstaja Mogila presenta tumuli alti tra i 9 e i 21 metri e circonferenza tra i 122 e i 370 metri. Le camere funebri erano profonde 13 metri sotto il livello del suolo, lunghe 4,5 e alte 2,15. I tumuli del Pazyryk erano più elaborati, l'architettura più complessa, i pavimenti ricoperti di ghiaia; le camere funebri dei tumuli più grandi raggiungevano i 41 m², chiuse da una doppia cinta di mura, esternamente di tronchi grezzi e internamente in pietra levigata.
Inoltre i corpi dei defunti venivano imbalsamati e solo parzialmente vestiti, con gli uomini senza i pantaloni.

Gran parte delle tombe reali si trovano nella zona tra Gyumri e Nicopoli, anche se altre sono lungo il confine con i territori greci di Panticapeo.
Tra il VII e il VI secolo a.C., all'apice della prosperità della cultura scita, i capitribù e le loro mogli venivano sepolti con corredi di immenso sfarzo, i gioielli migliori, un grande corredo d'abiti per l'oltretomba, vasi sacri d'oro e d'argento, ritoni, tazze, anfore con olio e vino e caldaie di bronzo con scorte di carne per l'aldilà.
Nelle tombe reali, i defunti erano riccamente adornati di gioielli d'ogni genere: diademi d'oro, collane, cinture, bracciali, orecchini, monili, anelli, amuleti, bottoni, fibbie. Le placche d'oro erano un ornamento comune degli abiti degli Sciti soprattutto rotonde.

#### Influenze nell'arte successiva
Molti elementi dello stile artistico degli Sciti sono stati mutuati, nel corso dei secoli, in altre culture, sia in Europa sia nell'Estremo Oriente, ancora in epoca tardo medievale, permanendo nell'arte decorativa russa fino all'occidentalizzazione del Paese operata da Pietro I di Russia.

Lo stile scito-sarmatico che si consolidò nella Russia meridionale anche dopo la caduta del regno di Scizia contaminò, attraverso i continui scambi commerciali con il Baltico, anche parte dell'arte decorativa scandinava, senz'altro anche grazie alla mediazione dei Celti di Hallstatt e di La Tène, intermediari naturali tra le due popolazioni. Questi furono il popolo più largamente influenzato dallo stile scita, come testimoniato dalla profonda penetrazione culturale scita in Ungheria, suffragata da una vera e propria contiguità anche sociale. Tracce evidenti del retaggio artistico degli Sciti si individuano nelle rappresentazioni animali dell'arte slava, così come in quella della Britannia, in quest'ultimo caso mediate dai popoli germanici (fondamentale in tal senso il lascito stilistico in seno all'arte vichinga). Analogamente, il motivo dell'uccello policromo, dal grande becco e dall'occhio rotondo, si ritrova nell'arte dei Franchi mutuata dal culto dei Goti per gli uccelli rapaci. Il motivo animale degli Sciti si ritrova inoltre in numerose placche metalliche dell'Ordos e dell'Hunan (dal IV al I secolo a.C.), raggiungendo l'apice della contaminazione sotto la dinastia Han. Nell'Impero russo, le decorazioni con motivi di uccello, sia su oggetti di ceramica/metallo sia di cucito, sopravvissero sino al XVIII secolo, mentre le facciate di alcune chiese russe tardo medioevali, come quelle del distretto di Vladimir-Suzdal (XII-XIII secolo), sono affollate di bestie curiose e latamente araldiche, con strette connessioni nel disegno legate allo stile scita.

## Gli Sciti nella cultura moderna
Già nel XVIII secolo gli Sciti vengono menzionati in alcune opere letterarie. Voltaire, nel suo Il mondo come va (1748), racconta di come Babuc, uno scita, venga incaricato di visitare Persepoli dal genio Ituriel, affinché esamini il comportamento dei suoi abitanti e gli riferisca le sue impressioni, onde decidere se, a causa dei loro costumi corrotti, i persiani vadano puniti o se la loro città vada distrutta. Nel 1767 il filosofo francese dedicò al popolo scita una tragedia, Gli Sciti. Da questa tragedia, nel 1823 Andrea Leone Tottola ricavò il libretto per l'opera in due atti Gli sciti, di Saverio Mercadante, un rifacimento di Scipione in Cartagine.
Il fiorire degli scavi di siti sciti favorì la nascita di un forte sentimento nazionale russo, capace di estendersi per un intero continente.

La pubblicazione nel 1889 del testo Russkie drevnosti (Antichità russe), a cura di N.P. Kondakov e I.I. Tolstoj riunì per la prima volta in un unico studio tutti i ritrovamenti di reperti sciti, dal Dnepr al Caucaso all'Asia centrale. La tesi di fondo della pubblicazione mirava a sostenere una parentela universale tra le popolazioni che occuparono la vastità delle steppe russe, ricongiungendo Europa e Asia, senza soluzione di continuità. Nei venti anni che seguirono si affermò nel mondo accademico russo l'idea che il paese fosse stato barbarizzato dai popoli asiatici, visti prima come una minaccia e poi come fieri conquistatori. Si sostituì all'immagine terribile dell'invasore mongolo l'ideale affascinante di un popolo barbarico giovane e slanciato verso la libertà, presto sovrapposto alla vecchia immagine dell'asiatico. Dopo il 1917 l'identità nazionale russa si associò a quella temibile degli asiatici. Nacque nel 1919 la rivista Skify (Gli Sciti), che in prima pagina cantava epicamente il sibilo della freccia e scorgeva nell'identità barbarica scita la nemesi dei valori borghesi. Con l'avvento della Rivoluzione russa, Aleksandr Aleksandrovič Blok ravvisò con ammirazione il trionfo del fiero barbaro scita dagli occhi a mandorla l'intero componimento poetico è pervaso da un forte sentimento antioccidentale, immaginando un ruolo di terzietà della nazione russa rispetto ai conflitti politici tra oriente e occidente. Non mancarono però voci critiche: Osip Emil'eivč già nel 1914 intuiva che, dietro l'ostentazione della fierezza scita si nascondesse il crepuscolo della libertà. Nel 1917, nel poema A Cassandra, metteva in guardia ancora una volta i russi dal pericolo delle fascinazioni scite. Il modello degli Sciti come archetipo dell'identità nazionale russa fu fecondo anche nelle arti: La sagra della primavera (1913) di Igor' Fëdorovič Stravinskij e Nikolaj Konstantinovič Roerich trae ispirazione dalla Russia pagana; è del 1914 la Suite scita di Sergej Sergeevič Prokof'ev. Il pittore David Burljuk sosteneva l'importanza, per la Russia, di un'arte barbarica autoctona capace di ispirarne gli artisti, svolgendo un ruolo analogo a quello delle arti primitive per il Cubismo. Lo scrittore Boris Andreevič Pil'njak descrisse nel romanzo L'anno nudo (1922) una comune anarchica nei pressi di un kurgan. Il film Zvenigora (1928) del regista Aleksander Dovzenko raccontava invece il rinvenimento di un tesoro scita effettuato dagli artefici del Socialismo. Nel 2018 esce nei cinema il film The Scythian - I lupi di Ares, realizzato dal regista russo Rustam Mosafir e ambientato nel periodo di decadenza del popolo scita.

### Esplicative
1. ↑  (EN) Di Cosimo N, The Northern Frontier in Pre-Imperial China (1.500 – 221 BC), in Loeuwe M e Shaughnessy EL (a cura di), The Cambridge History of Ancient China: From the Origins of Civilization to 221 BC, Cambridge University Press, 1999, ISBN 9780521470308.
«Even though there were fundamental ways in which nomadic groups over such a vast territory differed, the terms “Scythian” and “Scythic” have been widely adopted to describe a special phase that followed the widespread diffusion of mounted nomadism, characterized by the presence of special weapons, horse gear, and animal art in the form of metal plaques. Archaeologists have used the term “Scythic continuum” in a broad cultural sense to indicate the early nomadic cultures of the Eurasian steppe. The term “Scythic” draws attention to the fact that there are elements – shapes of weapons, vessels, and ornaments, as well as lifestyle – common to both the eastern and the western ends of the Eurasian steppe region»
2. ↑  L'interpretazione riferita da Citati, p. 317 riprende la tesi di Véronique Schiltz Les Schytes e les nomades des steppes.

### Bibliografiche
1. ↑  (EN) Sinor D, The Cambridge History of Early Inner Asia, Cambridge University Press, 1990,  p. 97, ISBN 978-0-521-24304-9.
2. ↑  (EN) Bonfante L, The Scythians: Between Mobility, Tomb Architecture, and Early Urban Structures, in The Barbarians of Ancient Europe : Realities and Interactions, Cambridge University Press, 2011,  p. 110, ISBN 978-0-521-19404-4.
3. ↑  (EN) West BA, Encyclopedia of the Peoples of Asia and Oceania, Infobase Publishing, 2009,  pp. 713-717, ISBN 1-4381-1913-5.
4. 1 2  Davis-Kimball 1995, pp. 27-28.
5. ↑  (EN) Watson W, The Chinese Contribution to Eastern Nomad Culture in the Pre-Han and Early Han Periods, in World Archaeology, vol. 4, n. 2, Taylor & Francis Ltd., ottobre 1972,  pp. 139-149.
6. ↑  (EN) Scythian, su global.britannica.com, Encyclopædia Britannica Online. URL consultato il 31 dicembre 2014 (archiviato dall'url originale il 21 maggio 2014).
7. 1 2 3  Erodoto, IV, 46.
8. ↑   Scythians, in Encarta, Microsoft Corporation, 2008.
9. ↑  (EN) The Steppe, su global.britannica.com, Encyclopædia Britannica Online. URL consultato il 31 dicembre 2014.
10. 1 2  (EN) History of Central Asia, su global.britannica.com, Encyclopædia Britannica Online. URL consultato il 31 dicembre 2014.
11. ↑  Beckwith 2009, p. 117.
12. ↑  Beckwith 2009, pp. 377-380.
13. ↑  Bonfante 2011, p. 71.
14. ↑  Beckwith 2009, p. 11.
15. ↑  Erodoto, IV, 6, 2.
16. ↑  Szemerényi 1980, pp. 21-22.
17. ↑  Erodoto, VII, 64.
18. ↑   Facchini F e Belcastro MG, Aspetti antropologici in antiche popolazione delle steppe euroasiatiche, in Ori dei cavalieri delle steppe,  p. 52.
19. 1 2  Szemerényi 1980, p. 16.
20. ↑  Szemerényi 1980, p. 12.
21. ↑  Szemerényi 1980, p. 11.
22. ↑  Szemerényi 1980, p. 14.
23. ↑  Szemerényi 1980, p. 18.
24. ↑  Szemerényi 1980, pp. 45-46.
25. ↑  Kramrisch, Stella. "Central Asian Arts: Nomadic Cultures". Encyclopædia Britannica Online.
26. 1 2  Erodoto, IV, 7.
27. ↑  Erodoto, VI, 1.
28. ↑  Rice 1958, p. 33.
29. ↑  Dragan, p. 152.
30. ↑  I.Clisson et al., Genetic analysis of human remains from a double inhumation in a frozen kurgan in Kazakhstan (Berel site, Early 3rd Century BC) in International Journal of Legal Medicine 116, pp. 304–308.
31. ↑  F.Ricaut et al., Genetic Analysis of a Scytho-Siberian Skeleton and Its Implications for Ancient Central Asian Migrations in Human Biology 76 (1), pp. 109–125.
32. ↑  F.Ricaut et al., Genetic Analysis and Ethnic Affinities From Two Scytho-Siberian Skeletons in American Journal of Physical Anthropology 123, pp. 351–360.
33. 1 2  (EN) Ancient DNA provides new insights into the history of south Siberian Kurgan people, su link.springer.com, 6 gennaio 2013.
34. ↑  Citati, p. 312.
35. ↑  Erodoto, IV, 101.1.
36. 1 2  Erodoto, op. cit., IV, 100, 2.
37. ↑  Erodoto, IV, 99.4.
38. ↑  Erodoto, IV, 99.1.
39. 1 2  Erodoto, IV, 17.
40. ↑  Il Dragan sostiene che gli Sciti agricoltori di cui narra Erodoto fossero in realtà un popolo sottomesso dagli Sciti, dati loro costumi nomadi. Cfr. G.C.Dragan, op. cit., p. 153.
41. ↑  Erodoto, IV, 18-20.
42. ↑  Erodoto, IV, 22.
43. 1 2  Rice 1958, pp. 31-32.
44. ↑  Erodoto, IV, 11.
45. ↑  Erodoto, IV, 12.
46. ↑  Erodoto, I, 103.
47. 1 2  Citati, pp. 313-314.
48. ↑  Erodoto, IV, 1-2.
49. ↑  Erodoto, I, 104.
50. ↑  Erodoto, I, 105.
51. 1 2  Erodoto, I, 106.
52. ↑  Rice 1958, p. 38.
53. ↑  Erodoto, IV, 1, 3-3-4.
54. ↑  Erodoto, IV, 1,1.
55. ↑  P. Citati, op. cit., pp. 318-319.
56. ↑  Erodoto, IV, 102.
57. ↑  Erodoto, IV, 118-119.
58. ↑  Erodoto, IV, 120-140.
59. ↑  Citati, op. cit., p. 321.
60. ↑  Rice 1958, pp. 40-41.
61. 1 2 3 4  Rice 1958, pp. 42-43.
62. ↑  Pseudo-Euripide, Reso.
63. ↑  Rice 1958, p. 13.
64. ↑  Erodoto, IV, 28.
65. ↑  Rice 1958, p. 53.
66. ↑  Erodoto, IV, 70.
67. 1 2  Rice 1958, p. 71.
68. ↑  Rice 1958, p. 55.
69. ↑  P. Gleirscher, Invasioni o influssi culturali: Cimmeri e Sciti in Europa centrale, p. 125, in op. cit..
70. 1 2  Rice 1958, pp. 72-73.
71. 1 2 3  Rice 1958, pp. 57-63.
72. ↑  Schiltz, op. cit., pp. 134-135.
73. ↑  Rice 1958, pp. 135-136.
74. ↑  Rice 1958, pp. 131-134.
75. ↑  Rice 1958, p. 138.
76. ↑  Rice 1958, p. 121.
77. ↑  Erodoto, IV, 76.
78. ↑  Erodoto, IV, 78.
79. ↑  Erodoto, IV, 79-80.
80. ↑  Erodoto, IV, 46 e 64-66.
81. ↑  Suida, Lexicon, graece et latine. P. 307. T. 3. Halle e Brunswick, 1705.
82. 1 2 3  Citati, p. 313.
83. ↑  Rice 1958, pp. 125-130.
84. ↑  Rice 1958, p. 123.
85. 1 2  Rice 1958, p. 69.
86. ↑  Rice 1958, p. 70.
87. 1 2  Erodoto, IV, 68.
88. ↑  Citati, p. 320.
89. ↑  Rice 1958, p. 80.
90. ↑  Rice 1958, p. 56.
91. ↑  Rice 1958, p. 62.
92. ↑  Citati, p. 316.
93. ↑   Il Fatto Storico, Una necropoli Scita svela una placca d’argento con la dea Argimpasa, su Il Fatto Storico, 7 dicembre 2021. URL consultato il 28 luglio 2022.
94. ↑  Erodoto, IV, 59.
95. ↑  Erodoto, IV, 60-62.
96. ↑  P. Citati, op. cit., p. 315.
97. ↑  Erodoto, IV, 13.1.
98. ↑  Erodoto, IV, 67.
99. ↑  Erodoto, IV, 71-72.
100. ↑  Rice 1958, pp. 95-96.
101. ↑  Erodoto, IV, 73.
102. ↑  Dragàn, op. cit., p. 154.
103. ↑  Rice 1958, p. 44.
104. ↑  Rice 1958, p. 137.
105. ↑  Rice 1958, p. 104.
106. ↑  Erodoto, IV, 63.
107. ↑  Erodoto, IV, 2.
108. ↑  Rice 1958, p. 65.
109. ↑  Rice 1958, p. 67.
110. ↑  Villar, p. 581.
111. ↑  Villar, pp. 586 e 635-636.
112. ↑   Santoro A, L'arte delle steppe, in Atlante di Archeologia, Milano, 1994.
113. ↑  Rice 1958, p. 78.
114. ↑  Rice 1958, p. 175.
115. ↑  Rice 1958, p. 176.
116. ↑  Rice 1958, p. 145.
117. ↑  Rice 1958, pp. 14-15.
118. ↑  Citati, p. 314.
119. ↑  Rice 1958, p. 146.
120. ↑  Rice 1958, pp. 160-161.
121. ↑  Rice 1958, p. 149.
122. ↑  Rice 1958, p. 150.
123. ↑  Rice 1958, p. 157.
124. ↑  Rice 1958, p. 171.
125. ↑  Rice 1958, p. 168.
126. ↑  Rice 1958, p. 160.
127. ↑  Rice 1958, p. 170.
128. ↑  Rice 1958, p. 79.
129. ↑  Rice 1958, p. 93.
130. ↑  Rice 1958, p. 90.
131. 1 2  Rice 1958, p. 91.
132. ↑  Rice 1958, pp. 91-92.
133. ↑  Rice 1958, p. 109.
134. ↑  Rice 1958, p. 110.
135. ↑  Rice 1958, p. 94.
136. ↑  Rice 1958, p. 141.
137. ↑  Rice 1958, pp. 185-197.
138. ↑  Voltaire, op. cit., p. 97.
139. ↑   Gli Sciti, di Saverio Mercadante, su amadeusonline.net, 4 marzo 2013. URL consultato il 4 marzo 2013 (archiviato dall'url originale il 6 giugno 2014).
140. ↑  Schiltz V (1991), Gli Sciti : dalla Siberia al Mar Nero, Parigi, Universale Electa/Gallimard, pp. 101-104.
141. ↑  Tschižewiskij T, op. cit., p. 330.

### Fonti primarie
- (GRC) Erodoto, Storie.
- (GRC) Strabone, Geografia.
- Voltaire, Zadig e altri racconti filosofici, Milano, Feltrinelli, 2008.

### Fonti secondarie
- Citati P, Il mondo classico. Gli Sciti, in La civiltà letteraria europea, Milano, Arnoldo Mondadori Editore, 2005,  pp. 311-325.
- Dragan GC, Il mondo dei Traci, Roma, Nagard, 1993.
- Dumézil G, Storie degli Sciti, Milano, Rizzoli, 1980.
- Facchini F e Gleirscher P, Invasioni o influssi culturali: Cimmeri e Sciti in Europa centrale.
- (RU) Khazanov AM, Social history of Scythians, Mosca, 1975.
- Marzatico F [et. al.] (a cura di), Ori dei cavalieri delle steppe, Cinisello Balsamo, Silvana Editoriale, 2007.
- Rice TT, Gli Sciti, Il Saggiatore, 1958.
- Schiltz V, Gli Sciti: dalla Siberia al Mar Nero, collana coll. «Universale Electa/Gallimard : Storia e civiltà», (nº 55), Parigi, Universale Electa/Gallimard, 1991.
- (EN) Szemerényi O, Four old iranian ethnic names: Scythian - Skudra - Sogdian - Saka, Vienna, Verlag der Österreichischen akademie der wissenschaften, 1980.
- Tschižewskij D, Storia dello spirito russo, Firenze, Sansoni, 1965.
- Villar F, Gli Indoeuropei e le origini dell'Europa, Bologna, Il Mulino, 1997, ISBN 88-15-05708-0.